# جینی (کودک وحشی)
جینی (زاده ۱۹۵۷) نام مستعار یک کودک وحشی آمریکایی است که مورد کودک‌آزاری شدید، غفلت و جداسازی اجتماعی قرار گرفته بود. شرایط او به‌طور برجسته‌ای در سال‌نامه‌های زبان‌شناسی و روان‌شناسی تکوینی کودکان غیرطبیعی ثبت شده‌است. وقتی که بچه بود، پدرش نتیجه گرفت که او شدیداً از نظر ذهنی کم‌توان است، با بزرگ‌تر شدن او این نظر پدرش شدت می‌گرفت، و باعث شد که پدرش او را دوست نداشته باشد و از مراقبت و توجه به او خودداری کند. تقریباً زمانی که جینی ۲۰ ماهه شد، پدرش در نتیجهٔ تصوری که در مورد او داشت، تصمیم گرفت جینی را از اجتماع دور نگه دارد، بنابراین از آن زمان تا سن ۱۳ سال و هفت ماهگی او را در اتاقی دربسته تنها نگه داشت. در تمام این مدت جینی را به یک توالت کودک می‌بست یا او را در گهواره‌ای می‌گذاشت درحالی‌که دست و پاهایش کاملاً بسته بود و همه را از تعامل با او منع و تقریباً هر نوع انگیزشی را از او سلب کرده و او را با سوء تغذیهٔ شدید رها کرده بود. وسعت انزوای او مانع از قرار گرفتن او در معرض کافی زبان شد و در نتیجه، او در دوران کودکی حرف زدن را یادنگرفت. در ۴ نوامبر ۱۹۷۰، مقامات رفاه کودکان لس آنجلس از آزار او خبردار شدند.
در سال‌های اولیهٔ پس از پیدا شدن جینی، زندگی اولیه و وضعیت او مورد توجه قرار گرفت. روان‌شناسان، زبان‌شناسان و دیگر دانشمندان به موضوع جینی توجه زیادی کردند. وضعیت انزوای تقریباً کامل او موقعیت منحصربه‌فردی برای مطالعهٔ بسیاری از جنبه‌های رشد انسان را فراهم می‌کرد. پس از مشخص شدن این مطلب که جینی هنوز زبان نیاموخته است، زبان‌شناسان جینی را به عنوان فرصتی در نظر گرفتند که می‌توانستند با استفاده از آن بینش بیشتری در مورد مراحل کسب مهارت‌های زبان‌آموزی به‌دست آورده و نظریه‌ها و پیش‌بینی‌های خود را در مورد دوره بحرانی که انسان‌ها طی آن درک و استفاده از زبان را یادمی‌گیرند، آزمایش کنند. در تمام مدتی که دانشمندان در مورد جینی مطالعه می‌کردند، او به‌طور کلی از نظر ذهنی و روانی پیشرفت قابل توجهی داشت. چند ماه پس از کشف شدن، مهارت‌های غیرکلامی جینی به‌طور استثنایی گسترش یافته بود و به تدریج تعدادی از مهارت‌های اجتماعی اساسی را آموخت، اما حتی در پایان مطالعه موردی او توسط دانشمندان، هنوز بسیاری از ویژگی‌های رفتاری مشخصه انسان غیراجتماعی را نشان می‌داد. او همچنین در تمام مدتی که مورد آزمایش قرار داشت به یادگیری و استفاده از مهارت‌های زبان ادامه داد، اما سرانجام نتوانست زبان مادری را به‌طور کامل بیاموزد.
سرانجام مقامات اجازه فرستادن جینی به بیمارستان کودکان لس آنجلس را دادند، در آن جا گروهی از پزشکان و زبان‌شناسان چند ماه مسئولیت مواظبت از او را بر عهده داشتند، و ترتیب چگونگی زندگی آیندهٔ او موضوع بحث و جدل طولانی‌مدت بود. در اواخر ژوئن ۱۹۷۱، او بیمارستان را ترک کرد تا با معلمی که در بیمارستان داشت زندگی کند، اما یک ماه و نیم بعد، مقامات او را نزد خانوادهٔ دانشمندی بردند که پژوهش در مورد او را هدایت می‌کرد، جینی تقریباً چهار سال با او زندگی کرد. به‌زودی پس از رسیدن به سن هجده سالگی، در اواسط ۱۹۷۵، جینی پیش مادرش برگشت، ولی پس از چند ماه، او اظهار کرد که نمی‌تواند از جینی مراقبت کافی داشته باشد. مسئولان سپس او را به جایی که اولین سری از مؤسسات ویژهٔ معلولان بزرگسال محسوب می‌شد منتقل کردند، و افرادی که آن‌جا را اداره می‌کردند تقریباً او را از تمام افرادی که می‌شناخت و موجب اذیت و آزار شدید جسمی و روحی او شده بودند دور کردند. در نتیجه، سلامت جسمی و روحی او به شدت کاهش یافت، و مهارت‌های تازه و مهارت‌های رفتاری او به سرعت پس رفت.
در ژانویه ۱۹۷۸، مادر جینی ناگهان تمام مشاهدات علمی و آزمایش روی جینی را قدغن کرد، و پس از آن تاریخ اطلاعات بسیار کمی در مورد وضعیت او وجود دارد. تا ژوئیه ۲۰۱۶، محل سکونت او نامشخص بود، گرچه اعتقاد بر این بود که تحت نظارت مسولان کالیفرنیا زندگی می‌کند.
روانشناسان و زبان‌شناسان همچنان در مورد او بحث می‌کنند، و علاقه قابل توجه دانشگاهی و رسانه‌ای به پیشرفت او و روش‌های تیم پژوهشی وجود دارد. به‌ویژه، دانشمندان جینی را با ویکتور مقایسه کردند، ویکتور کودک وحشی فرانسوی بود که در قرن نوزدهم موضوع مطالعه در مورد تأخیر در توسعه روانی و یادگیری دیرهنگام زبان قرار گرفت.
هم چنین کودک خردسال مشهدی به نام م.ملکوتی نام وحشی‌ترین کودک جهان را یدک میکشد

## خانواده
جینی آخرین و دومین فرزند زنده مانده از بین چهار فرزند والدینی بود که در آرکادیا، کالیفرنیا زندگی می‌کردند. پدر او در جنگ جهانی دوم در یک کارخانه به عنوان مکانیک پرواز کار می‌کرد، پس از جنگ هم کارش را در بخش هواپیمایی ادامه داد، مادرش که بیست سال جوانتر از پدر و از یک خانوادهٔ کشاورز اهل اکلاهما بود، در جوانی با تعدادی از دوستان خانوادگی برای فرار از طوفان شدید گرد و غبار به جنوب کالیفرنیا آمده بود. مادر جینی در اوایل کودکی‌اش از یک آسیب شدید سر که حاصل تصادف بود رنج می‌برد، همین مسئله موجب آسیب دائمی عصب و کاهش بینایی یک چشم او شده بود. پدر جینی اغلب در پرورشگاهی در شمال غربی اقیانوس آرام بزرگ شد. پدرش در اثر رعد و برق درگذشت و مادرش فاحشه‌خانه‌ای را اداره می‌کرد و به ندرت او را می‌دید، علاوه بر این، مادرش نام کوچک زنانه‌ای روی او گذاشته بود، که موجب تمسخر دائمی او بود. در نتیجه، او در دوران کودکی خشمی شدید نسبت به مادرش داشت، که برادر جینی و دانشمندانی که در مورد جینی مطالعه می‌کردند، آن را علت و ریشهٔ مشکلات پس از خشم او می‌دانستند.
وقتی پدر جینی به بزرگسالی رسید نام کوچکش را به نامی که بیشتر مردانه بود تغییر داد، مادرش هم تا جایی که می‌توانست وقت بیشتری با او می‌گذراند. علی‌رغم بحث‌های بی‌وقفه آن‌ها در مورد تلاش‌های مادر برای متقاعد کردن او برای در پیش گرفتن سبک زندگی کمتر جدی، و قرار دادن تمام روابط در اولویت دوم، او تقریباً به‌طور فردی روی مادرش متمرکز شد. پس از ازدواج والدین جینی، او زنش را از خروج از خانه منع کرد و به دفعات و شدت بیشتری او را کتک می‌زد.
 بینایی او به‌طور مداوم به علت اثرات ماندگار از آسیب‌های موجود در عصب، شروع شدید آب مروارید و جداشدگی شبکیه در یک چشم بدتر شده و موجب وابستگی فزایندهٔ او به شوهرش شد.
پدر جینی بچه‌ها را دوست نداشت و به علت پرسروصدا بودن آن‌ها بچه‌ای نمی‌خواست، اما حدود پنج سال پس از ازدواجشان، زنش باردار شد. این کودک، یک دختر ظاهراً سالم، پس از اینکه پدرش گریهٔ او را مزاحم دانسته و او را در گاراژ گذاشت، سینه پهلو گرفت و در ده هفتگی مرد. دومین فرزند آن‌ها، که تقریباً یک سال بعد به دنیا آمد، یک پسر مبتلا به بیماری «ناسازگاری Rh» بود که در دو روزگی مرد، علت مرگ او بیماری یا خفه شدن در مخاط خودش بود. سه سال بعد صاحب فرزند پسری شدند، که علی‌رغم داشتن «ناسازگاری Rh»، پزشکان او را سالم توصیف کردند. پدرش به زنش اصرار می‌کرد که او را ساکت کند، که باعث تأخیر قابل توجه در رشد فیزیکی و یادگیری زبان شد. وقتی پسربچه به چهار سالگی رسید مادربزرگ مادری‌اش چند ماه مواظبت از او را بر عهده گرفت، او پیش مادربزرگش پیشرفت خوبی داشت، اما مادربزرگ سرانجام او را به والدینش پس داد.

## زندگی اولیه
جینی پنج سال بعد از برادرش به دنیا آمد، تقریباً زمانی که پدرش شروع به جداسازی خود و خانواده‌اش از دیگران کرده بود. هنگام تولد وزنش نصف نوزادان تازه متولد شده بود. روز بعد از تولدش نشانه‌های ابتلا به «ناسازگاری Rh» را نشان داد و نیازمند دریافت خون بود، ولی بازماندی نداشت و او را کودکی سالم توصیف کردند. معاینه پزشکی او در سه ماهگی نشان داد که به‌طور طبیعی در حال وزن‌گیری است، اما دررفتگی مفصل ران داشت و لازم بود از چهار و نیم تا یازده ماهگی لباس بسیار محدودکننده‌ای بپوشد. این لباس موجب شد راه رفتن جینی به تأخیر بیفتد و پژوهشگران اعتقاد داشتند که همین مسئله موجب شد پدرش فکر کند که او از نظر ذهنی کم‌توان است. در نتیجه، تلاش کرد با جینی حرف نزده و به او توجه نکند، و همسر و پسرش را هم از انجام این کار شدیداً منع کرد.
اطلاعات کمی در مورد زندگی اولیه جینی وجود دارد، اما سوابق موجود نشان می‌دهد که در ماه‌های اول زندگی، او رشد نسبتاً طبیعی داشت. مادر جینی بعدها به یاد می‌آورد که جینی بچهٔ راحتی نبود، زیاد غان و غون نمی‌کرد و غذای جامد نمی‌خورد. زمانی، مادر جینی گفت: در دورهٔ نامشخصی جینی کلماتی هم می‌گفت، اما زمان دقیق را به یاد نداشت، اما زمانی دیگر گفت: جینی هرگز هیچ کلمه‌ای نتوانست بگوید. پژوهشگران هرگز تشخیص ندادند که کدام یک از اظهارات او درست است.
در ۱۱ ماهگی، جینی هنوز از نظر سلامتی در وضعیت خوبی قرار داشت و هیچ نوع مشکل ذهنی قابل توجهی نداشت، اما ۱۱ درصد از وزنش را از دست داده بود. افرادی که بعدها او را مورد مطالعه قرار دادند عقیده دارند که این مسئله نشانهٔ شروع سوءتغذیهٔ جینی بود. وقتی جینی چهارده‌ماهه بود، دچار تب و پولمونیت شد و والدینش او را نزد پزشک اطفالی بردند که پیش از آن او را ندیده بود. پزشک متخصص اطفال گفت: اگر چه بیماری او به‌طور قطعی تشخیص داده نشده‌است، احتمال دارد که او از نظر ذهنی ناتوان و مبتلا به کرن‌ایکتروس باشد، همین اظهارنظر باور پدرش به عقب‌مانده بودن شدید او را تقویت کرد.
شش ماه بعد، زمانی که جینی ۲۰ ماهه بود، مادربزرگ پدری‌اش در تصادفی که راننده فرار کرد کشته شد. مرگ او پدر جینی را بیش از اندازه ناراحت کرد. چون هنگام تصادف پسرش در حال راه رفتن با مادربزرگش بود، او پسرش را مسئول مرگ مادرش می‌دانست و همین فکر، عصبانیت او را بیشتر کرد. زمانی که رانندهٔ کامیون به خاطر آدمکشی و رانندگی در حالت مستی فقط حکم تعلیق مراقبتی گرفت، پدر جینی از شدت خشم دیوانه شد. دانشمندان عقیده داشتند که این حوادث موجب شد که او فکر کند جامعه او را طرد کرده و متقاعد شود که لازم است از خانواده‌اش در برابر دنیای خارج محافظت کند و در هنگام انجام این کار، خویشتن‌آگاهی‌اش را از دست داد و تشخیص نمی‌داد که کارهایش چه صدماتی به خانواده‌اش وارد می‌کند. چون فکر می‌کرد جینی از نظر ذهنی به شدت ناتوان است، فکر می‌کرد جینی به محافظت‌های بیشتری از طرف او نیازمند است و بنابراین به این نتیجه رسید که وجود جینی را به‌طور کامل پنهان کند. او بلافاصله کارش را رها کرده و به خانهٔ مادرش که دو اتاق خواب داشت نقل مکان کرد. در آن‌جا ماشین مادرش را برداشت و اتاق خوابش را مثل یک مکان مقدس کاملاً دست نخورده نگه داشت و خانواده‌اش را بیشتر منزوی کرد.

### کودکی
بعد از نقل مکان، پدر جینی او را به‌طور فزاینده‌ای به اتاق خواب دوم که در پشت خانه بود محدود کرد، درحالی‌که بقیهٔ اعضای خانواده در اتاق نشیمن می‌خوابیدند. در طول روز، به مدت تقریباً ۱۳ ساعت، پدر جینی برای مهار جینی او را به توالت بچه‌ای که مشابه تنگ‌پوش طراحی شده بود می‌بست، در حالی که روی آن صندلی تنها پوشک می‌پوشید و تنها می‌توانست انتهای اندام‌هایش را تکان دهد. هنگام شب، او معمولاً جینی را به یک کیسهٔ خواب می‌بست و درون گهواره‌ای می‌گذاشت که رویش پوشش فلزی داشت و دست‌ها و پاهایش را بی‌حرکت نگه می‌داشت. پژوهشگران عقیده داشتند که پدرش جینی را گاهی در تمام شب در همان توالت بچه رها می‌کرد.
پژوهشگران نتیجه گرفتند که اگر جینی صدایی درمی‌آورد یا شلوغ می‌کرد، پدرش او را با یک تخته بزرگ که در اتاقش نگه داشته بود، کتک می‌زد. برای آرام نگه داشتن جینی، پدرش دندان‌هایش را نشان می‌داد و مثل یک سگ وحشی عوعو می‌کرد و می‌غرید، و ناخن‌هایش را برای چنگ زدن به جینی دراز کرده بود. اگر مظنون می‌شد که جینی کاری را که او دوست ندارد انجام می‌دهد، این کارها را پشت در اتاق او می‌کرد و اگر فکر می‌کرد جینی به کارش ادامه می‌دهد او را کتک می‌زد و با این کارها موجب شد که کم‌کم ترس شدید و دائمی از گربه‌ها و سگ‌ها در جینی تثبیت شود. هیچ‌کس قطعاً دلیل مشخص رفتار سگ-مانند او را درک نکرد، گرچه حداقل یکی از دانشمندان حدس می‌زد که پدر جینی خود را مانند یک سگ نگهبان در نظر می‌گرفت و بنابراین نقش یک سگ را بازی می‌کرد. در نتیجه جینی یادگرفت تا حد ممکن کمتر سروصدا کند و به عبارت دیگر احساساتش را درون خودش نگهدارد.
جینی در شرایط اجتماعی نامناسب به خودارضایی تمایل زیادی نشان می‌داد، این مسئله دکترها را به‌طور جدی به سمت این تفکر سوق داد که پدر جینی از او سوءاستفاده جنسی کرده یا برادرش را مجبور به انجام این کار کرده‌است، گرچه هرگز شواهدی قطعی در این مورد به‌دست نیاوردند.
پدر جینی تا حد ممکن به او غذای کمی می‌داد و از دادن غذای جامد به او خودداری می‌کرد، به او غذای بچه، غلات و به ندرت تخم‌مرغ عسلی و مایعات می‌داد. پدرش و زمانی که مجبور بود، برادرش، غذا را تا جایی که ممکن بود با سرعت در دهان او می‌گذاشتند و اگر غذا در گلویش گیر می‌کرد یا نمی‌توانست با سرعت غذا را ببلعد، فردی که به او غذا می‌داد صورتش را در ظرف غذا فرومی‌کرد. این کارها در زمان‌هایی که او به ندرت به زنش اجازه می‌داد با جینی باشد عادی بود، گرچه مادر جینی هرگز اجازه نداشت خودش به او غذا بدهد. مادر جینی ادعا می‌کرد که شوهرش سه بار در روز به جینی غذا می‌داد اما این را هم گفت که گاهی جینی هنگام گرسنگی ریسک کرده و سروصدا می‌کرد، که پژوهشگران را به این باور سوق داد که پدر جینی اغلب از غذا دادن به او خودداری می‌کرد. در اوایل ۱۹۷۲، مادر جینی به پژوهشگران گفت، حدود ساعت ۱۱ شب، زمانی که امکان داشت، سعی می‌کرد به‌طور مخفیانه به جینی غذای اضافه بدهد، و همین مسئله موجب شده بود که الگوی خواب جینی به‌هم بخورد، جینی از ۷ عصر تا ۱۱ شب می‌خوابید، دقایقی بیدار می‌شد، و دوباره شش و نیم ساعت دیگر می‌خوابید. این الگوی خواب چند ماه پس از خروج از اسارت هم ادامه داشت.
پدر جینی با توجه به ممانعت او از روشن کردن تلویزیون یا رادیو در خانه تحمل بسیار کمی در برابر صدا داشت. او اغلب هرگز به زنش و پسرش اجازه نمی‌داد حرف بزنند و اگر بدون اجازه حرف می‌زدند با خشونت آن‌ها را کتک می‌زد، به ویژه آن‌ها را از حرف زدن با جینی یا نزدیک او منع کرده بود؛ بنابراین هر نوع گفتگویی بین آن‌ها خیلی آرام بود و به گوش جینی نمی‌رسید، و از شنیدن هر اندازه گفتگوی معنی‌داری توسط جینی جلوگیری می‌کرد. پدر جینی اتاق او را بسیار تاریک نگه می‌داشت، و تنها وسایل تحریک کنندهٔ اتاق او گهواره، صندلی، پرده‌هایی که به هر پنجره آویخته شده بودند، سه تکه اثاثیه، و دو بارانی پلاستیکی آویخته از دیوار بودند. در موارد بسیار نادر پدر جینی به او اجازه می‌داد با ظروف پلاستیکی غذا، یا قرقره‌های خالی نخ، مجلات تی‌وی گاید که روی آن‌ها تصاویر زیادی وجود داشت و بارانی‌ها بازی کند. اتاق جینی دو تا پنجره داشت که تقریباً به‌طور کامل بسته بودند، پدرش یکی از پنجره‌ها را اندکی باز گذاشته بود، گرچه خانهٔ آن‌ها کاملاً دور از خیابان و دیگر خانه‌ها قرار داشت، جینی می‌توانست گوشه‌ای از خانهٔ همسایه و چند اینچ از آسمان را ببیند و گاهی می‌توانست صداهای محیطی و صدای بچهٔ همسایه را که پیانو تمرین می‌کرد بشنود.
در طی این مدت، پدر جینی اجازه نمی‌داد کسی خانه را ترک کند، فقط به پسرش اجازه می‌داد به مدرسه برود و برگردد، ولی او هنگام وارد شدن به خانه لازم بود هویتش را با وسایل مختلف ثابت کند و از نافرمانی بدش می‌آمد، او اغلب درحالی‌که تفنگ آمادهٔ شلیکی را در بغلش داشت در اتاق نشیمن می‌نشست. او به هیچ‌کس دیگری اجازهٔ وارد شدن به خانه یا نزدیک آن نمی‌داد، و تفنگش را در نزدیک خودش و آماده نگه می‌داشت تا کسی نتواند این کار را بکند. هیچ‌کس در همسایگی از آزارهای پدر جینی نسبت به اعضای خانواده‌اش اطلاع نداشتند و هرگز آگاه نبودند و نمی‌دانستند که والدین جینی به جز پسرشان بچهٔ دیگری هم دارند. در طول این مدت، پدر جینی یادداشت‌های مفصلی از بدرفتاری با خانواده‌اش و تلاش برای پنهان کردن آن برمی‌داشت.
مادر جینی طبیعت منفعلی داشت و در این زمان کاملاً نابینا شده بود. شوهرش به‌طور مداوم او را کتک می‌زد و تهدید می‌کرد در صورتی که با والدینش، دوستان نزدیکی که در همسایگی زندگی می‌کردند، یا پلیس تماس بگیرد، او را خواهد کشت. پدر جینی پسرش را هم مجبور به سکوت کرده بود، به او آموزش داده بود که چطور اعمال پدرش را به عنوان راز نگه دارد و او را به دفعات و شدت بیشتری کتک می‌زد، و همان‌طور که او بزرگ‌تر می‌شد پدرش او را مجبور می‌کرد با همان روش خودش جینی را بیشتر آزار دهد. برادر جینی از انجام هر کاری برای متوقف کردن پدرش احساس ناتوانی می‌کرد و از مجازات شدید به خاطر مداخله کردن در کار او می‌ترسید و بارها تلاش کرد تا از خانه بگریزد. پدر جینی متقاعد شده بود که او در ۱۲ سالگی خواهد مرد و قول داده بود اگر جینی پس از آن سن زنده ماند، او به زنش اجازه خواهد داد که به دنبال کمک خارجی برای جینی باشد. اما پس از ۱۲ ساله شدن، پدر جینی قول خود را انکار کرد و مادر جینی یک سال و نیم پس از آن هم اقدامی نکرد.

### نجات
در اکتبر ۱۹۷۰، زمانی که جینی تقریباً ۱۳ سال و شش ماه داشت، والدین جینی بحثی خشن داشتند که در آن مادرش تهدید کرد که اگر نتواند با والدین خود تماس بگیرد، بیرون خواهد رفت. سرانجام شوهرش تسلیم شد، و بعداً آن روز زمانی که پدر جینی از خانه بیرون رفته بود، جینی را برداشته و به خانهٔ والدینش در مونته ری پارک، کالیفرنیا رفت، برادر جینی، که آن زمان ۱۸ ساله بود، از خانه فرار کرده بود و با دوستانش زندگی می‌کرد. حدود سه هفته بعد، در ۴ نوامبر، مادر جینی تصمیم کرد، به خاطر نابینایی در شهر تمپل سیتی نزدیک کالیفرنیا تقاضای اعانهٔ ناتوانی بکند و جینی را هم همراهش برد. مادر جینی به‌طور تصادفی وارد ادارهٔ مجاور یعنی خدمات اجتماعی عمومی شد. کارمند آن اداره که با آن‌ها دیدار کرد، بلافاصله با دیدن جینی حس کرد که مشکلی وجود دارد و زمانی که سن واقعی جینی را فهمید شوکه شد. کارمند با دیدن ظاهر و رفتار جینی حدس زده بود که ۶ یا ۷ ساله است و ممکن است مبتلا به اوتیسم باشد. پس از آن‌که آن خانم و ناظرش از مادر جینی سؤالاتی پرسیدند و از سن جینی مطمئن شدند، فوراً با پلیس تماس گرفتند.
والدین جینی دستگیر شدند و جینی محجور تشخیص داده شد و با توجه به وضعیت فیزیکی و حالت کاملاً غیراجتماعی او، بلافاصله حکم دادگاه برای فرستادن جینی به بیمارستان کودکان در شهر لس آنجلس صادر شد.
پس از پذیرفته شدن جینی در بیمارستان کودکان، دیوید ریگلر، درمان‌گر و استاد دانشگاه کالیفرنیای جنوبی که روان‌شناس ارشد بیمارستان بود و هاوارد هنسون که بعدها رئیس بخش روان‌پزشکی بیمارستان شد و از متخصصان پیشگام در درمان کودکان مورد آزار قرار گرفته بود، کنترل مستقیم مراقبت از جینی را بر عهده گرفتند. روز بعد آن‌ها جیمز کنت، یکی دیگر از طرفداران پیشگام هوشیاری در برابر آزار کودکان را، برای انجام اولین آزمایش از جینی، تعیین کردند. بیشتر اطلاعاتی که دکترها در مورد چگونگی زندگی اولیه جینی به‌دست آوردند از طریق تحقیق پلیس از والدین جینی بود. حتی پس از پایان تحقیقات پلیس، سؤالات پاسخ داده نشدهٔ زیادی در مورد دوران کودکی جینی وجود داشت که پژوهش‌های بعدی هرگز پاسخ آن‌ها را نیافت.
اخبار جینی در روز ۱۷ نوامبر به رسانه‌های مهم رسید، و بسیار مورد توجه رسانه‌های محلی و ملی قرار گرفت. یکی از عکس‌های منتشر شده از جینی توسط مقامات به‌طور قابل توجهی باعث افزایش توجه مردم به او شد. اگرچه پدر جینی از صحبت با پلیس و رسانه‌ها خودداری کرد، ولی جمعیت زیادی برای دیدن او جمع شدند، که براساس گزارش‌ها روبرو شدن با آن‌ها برای او دشوار بود. او روز ۲۰ نوامبر، صبح پیش از حاضر شدن در جلسهٔ مقرر دادگاه، با شلیک گلوله خودکشی کرد. پلیس دو یادداشت خودکشی از او پیدا کرد، یکی خطاب به پسرش بود و در بخشی از آن نوشته بود: «پسر خوبی باش، دوستت دارم.» و دیگری خطاب به پلیس بود. در یکی از یادداشت‌ها این ادعا وجود دارد: «جهان هرگز آن را درک نخواهد کرد.» که منابع در مورد منظور او از این جمله اختلاف دارند.
پس از اینکه پدر جینی خودکشی کرد، مقامات و کارکنان بیمارستان منحصراً روی جینی و مادرش تمرکز کردند. برادر جینی گفت: مادرش به زودی تمام محبت و توجه‌اش را به جینی اختصاص خواهد داد و لس آنجلس را ترک کرد. به درخواست هنسون، جان وینر وکیل، از آشنایان هنسون، وکالت مادر جینی را بر عهده گرفت. مادر جینی در دادگاه گفت: «کتک‌های شوهرش و نابینایی تقریباً کاملش، موجب ناتوانی او از محافظت فرزندانش گردید.» اتهامات علیه او کاهش یافت، و مسئولان بیمارستان کودکان با او همدردی کردند، هنسون سرپرست مستقیم درمان‌گر او بود.

### مشخصات و شخصیت

جینی چند هفته پس از پذیرفته شدنش در حیاط بیمارستان.

جیمز کنت گفت: آزمایش‌های اولیهٔ او از جینی جدی‌ترین کودک‌آزاری را که او تاکنون با آن روبرو شده‌است، نشان می‌دهد، و او در مورد وضعیت آیندهٔ جینی بسیار بدبین است. جینی به شدت رنگ‌پریده و دچار سوءتغذیه بود، قد او ۱٫۳۷ سانتیمتر و وزنش فقط ۲۷ کیلو بود، در دهانش دو ردیف تقریباً کامل دندان وجود داشت و شکمش متورم بود. محدودیت‌های ایجاد شده توسط پدرش موجب ایجاد پینهٔ ضخیم و کبودی شدید روی باسن او شده بود که چند هفته طول کشید تا بهبود یابد. چند سری عکسی که با پرتو ایکس برداشته شد مشخص کرد که جینی در هر دو طرف لگنش دچار برون‌خمیدگی لگن و قفسه سینه کوچک‌تر از حد طبیعی است؛ و پزشکان متوجه شدند که استخوان‌های او به حد کافی رشد نکرده‌اند و در حد یک فرد ۱۱ ساله هستند. علی‌رغم آزمایش‌های اولیه که نشان داد بینایی هر دو چشم او طبیعی هستند، نمی‌توانست چشمانش را روی چیزی دورتر از سه متر، مطابق با ابعاد اتاقی که پدرش او را در آن نگه داشته بود، متمرکز کند. 
مهارت‌های حرکتی اصلی جینی خیلی ضعیف بود، او نه می‌توانست راست بایستد و نه می‌توانست هیچ‌یک از اندام‌هایش را کاملاً صاف کند، و بدنش استقامت خیلی کمی داشت. حرکات او خیلی کند و شکننده بود و مشخصه حرکت او مثل حرکت «بانی خرگوشه» بود، یعنی در حال راه رفتن دست‌هایش را مثل پنجه در جلویش قرار می‌داد و این گونه القا می‌کرد که پردازش اطلاعات برای او بسیار مشکل و در ادغام اطلاعات تصویری و لمسی ناتوان است. کنت تا حدودی شگفت‌زده شد زمانی که متوجه شد مهارت‌های حرکتی ظریف او به‌طور قابل توجهی بهتر بودند، و این مهارت‌ها را تقریباً در حد یک کودک دو ساله تعیین کردند. او نمی‌توانست بجود و دیسفاژی خیلی شدید داشت، کاملاً از جویدن غذای جامد یا حتی غذای نرم ناتوان بود و مایعات را هم به سختی می‌توانست ببلعد. موقع غذا خوردن هر چیزی را که نمی‌توانست ببلعد در دهان خود نگه می‌داشت تا بزاقش آن را له کند، و اگر این کار خیلی طول می‌کشید آن را تف می‌کرد و با انگشتانش له می‌کرد. او همچنین کاملاً بی‌اختیاری داشت، در برابر دماهای شدید هم هیچ عکس‌العملی نداشت.
پزشکان متوجه شدند، آزمایش یا تخمین سن هوشی جینی یا هر یک از توانایی‌های شناختی او بسیار دشوار است، اما در دو آزمایش انجام شده سن هوشی او را در سطح یک کودک ۱۳ ماهه تشخیص دادند.  در میان تعجب پزشکان او به بررسی محرک‌های زیست‌محیطی جدید علاقهٔ زیادی نشان می‌داد، گرچه به نظر می‌رسید اشیاء برای او خیلی جذاب‌تر از افراد هستند. او به ویژه دربارهٔ صداهای ناآشنا کنجکاو بود، و کنت به این مسئله دقت کرد که جینی چه‌طور مشتاقانه دنبال منابع تولید صدا می‌گشت. پزشکان در همان روزهای اولیهٔ اقامت او در بیمارستان متوجه ترس خیلی شدید او از گربه‌ها و سگ‌ها شدند، اما ابتدا فکر می‌کردند این نتیجهٔ ناتوانی از تفکر منطقی است و ریشه و علت واقعی آن را تا سال‌ها بعد تشخیص ندادند.
از ابتدا جینی به خیلی از کارکنان بیمارستان علاقهٔ زیادی نشان داد، گاهی به افراد کاملاً غریبه نزدیک می‌شد و کنار آن‌ها راه می‌رفت، اما کنت گفت: به نظر نمی‌رسد که او بین افراد تفاوتی قائل باشد و هیچ نشانه‌ای از دلبستگی به کسی، از جمله مادر و برادرش نشان نداد. ابتدا به کسی اجازه نمی‌داد او را لمس کند، با سرعت از هر تماس فیزیکی رم می‌کرد، و درحالی‌که در دامن مادرش نشسته بود، وقتی از او خواسته شد برخیزد، خیلی ناراحت شده و تا جایی که امکان داشت سریع بلند می‌شد. کارکنان بیمارستان نوشتند که به نظر می‌رسد مادر جینی نسبت به احساسات و کارهای جینی کاملاً بی‌تفاوت است. جینی معمولاً رفتاری بسیار غیراجتماعی داشت و ثابت شد که کنترل رفتار او برای دیگران بسیار مشکل است. بدون توجه به جایی که در آن قرار داشت آب دهانش را جاری کرده و تف می‌انداخت، به‌طور مداوم فین‌فین می‌کرد و با بینی‌اش به هر چیزی که نزدیکش قرار داشت می‌دمید. هیچ نوع احساس مالکیت شخصی یا موقعیت‌شناسی نداشت، اغلب به چیزی که از دیگری می‌خواست اشاره می‌کرد یا آن را برمی‌داشت. پزشکان نوشتند که او اغلب با انگیزهٔ ناگهانی و بدون مراعات ادب رفتار می‌کرد، به ویژه اشاره می‌کنند که او آشکارا خودارضایی می‌کرد و گاهی تلاش می‌کرد مردان مسن‌تر را در این امر دخیل کند.
از ابتدا جینی، در برابر اطلاعات غیرکلامی از طرف دیگران، از جمله ژست و حالت چهره واکنش کمی نشان می‌داد و ارتباط چشمی قابل قبولی داشت. به هر حال رفتار او عاری از هر گونه ابراز احساسات یا اشارات بدن بود، و او تنها به‌طور غیرمستقیم می‌توانست چند نیاز خیلی اساسی‌اش را برطرف کند. او به‌طور واضح گفتار را از دیگر صداها تشخیص می‌داد، اما تقریباً به‌طور کامل ساکت ماند و به گفتار واکنشی گفتاری نشان نداد و پاسخ‌های وی علائم غیرکلامی بودند. جینی زمانی که غمگین بود به‌طور وحشیانه‌ای خودزنی می‌کرد، اما چهره‌اش کاملاً بی‌احساس باقی ماند و هرگز گریه نکرد یا صدایش درنیامد؛ بعضی گزارش‌ها گفتند: «که او هرگز نمی‌تواند گریه کند.» برای ایجاد سروصدا صندلی‌ها یا اشیاء مشابه را هل می‌داد. ابتدا خیلی کم دچار غلیان احساسات می‌شد که هیچ علامت قابل تشخیصی نداشت. کنت نوشت او هرگز سعی نکرد عامل عصبانیتش را آشکار کند و ادامه می‌داد تا زمانی که کسی توجه او را جلب کند یا خودش از نظر فیزیکی خسته شود، که در این حالت دوباره ساکت و آرام می‌شد.
زبان‌شناسان بعدها در ژانویه ۱۹۷۱ متوجه شدند که جینی نشان داد که فقط نام خودش و چند نفر دیگر و حدود ۱۵ تا ۲۰ کلمه را می‌فهمد و دامنهٔ لغات او در حد دو عبارت بود: «آن را متوقف کن» و «بیشتر نه». پیش از ژانویه ۱۹۷۱ آن‌ها نمی‌توانستند محدودهٔ دامنهٔ کلمات حاکی از بیان احساسات یا پذیرش او را تعیین کنند و بنابراین نمی‌دانستند که آیا او پیش از دو ماه اخیر کلمه‌ای یا همهٔ آن کلمات را یادگرفته‌است یا نه؟ پس از مشاهدهٔ جینی برای مدتی، آن‌ها نتیجه گرفتند که سکوت او انتخابی نیست و با تست‌ها هیچ توضیح فیزیولوژیکی یا روانشناختی برای ناگویا بودن او یافت نشد. چون پروندهٔ پزشکی او هم، هیچ نشانهٔ روشنی از ناتوانی ذهنی او نداشت، پژوهش‌گران نتیجه گرفتند که، به علت انزوای شدید او و قرار نگرفتن در معرض زبان در دوران کودکی، او زبان مادری‌اش را یادنگرفته‌است.

#### تشخیص اولیه
یک ماه پس از پذیرش جینی در بیمارستان، جی شرلی، استاد روان‌پزشکی و علوم رفتاری در دانشگاه اکلاهما و متخصص در انزوای شدید اجتماعی به موضوع جینی علاقه‌مند شد. شرلی اشاره کرد که جینی شدیدترین نوع انزوایی است که او تاکنون مطالعه کرده یا شنیده‌است که آن را بیش از ۲۰ سال بعد هم ادامه داد. در سراسر یک سال و نیم بعد او سه روز در هفته هر روز سه بار برای انجام مشاهدات روزانه و مطالعات هنگام خواب به ملاقات جینی می‌رفت با این امید که تشخیص دهد آیا او اوتیسم دارد، مغزش آسیب دیده‌است، یا به‌طور مادرزادی از نظر ذهنی ناتوان است.شرلی نتیجه گرفت جینی مبتلا به اوتیسم نیست، که پژوهشگران بعداً نظر او را تأیید کردند؛ او اشاره کرد که جینی سطح بالایی از اختلالات عاطفی را تجربه کرده‌است، اما نوشت: اشتیاق جینی برای محرک‌های جدید و کمبود سازوکار دفاعی رفتاری ناخوشایند از اوتیسم است.
شرلی هیچ نشانه‌ای از آسیب مغزی پیدا نکرد ولی چندین اختلال پایدار در خواب جینی، از جمله کاهش قابل ملاحظهٔ (و خیلی بیشتر از اختلاف در مدت زمان آن) حرکت تند چشم در خواب و میزان غیرمعمول بالا بودن دوک‌های خواب مشاهده کرد. او سرانجام، به ویژه با اشاره به تعداد افزایش قابل توجه دوک‌های خواب، نتیجه گرفت جینی از زمان تولد از نظر ذهنی ناتوان بوده‌است. دانشمندان دیگری که قضیه جینی را دنبال می‌کردند، در مورد ناتوانی ذهنی عقاید مختلفی داشتند و به چند گروه تقسیم شدند. بعدها، به عنوان مثال، سوزان کرتیس به شدت به این اظهار نظر اعتراض کرد، گرچه جینی به شدت مشکلات عاطفی داشت، نمی‌توانست از نظر ذهنی ناتوان باشد. او اشاره کرد که جینی پس از نجاتش با هر تقویمی که در نظر بگیریم به اندازهٔ یک سال پیشرفت کرد، که اگر مشکل او مادرزادی بود چنین پیشرفتی از او انتظار نمی‌رفت و تعدادی از جنبه‌های زبان که جینی کسب کرد، افرادی که ناتوان ذهنی هستند نمی‌توانند بیاموزند. در عوض او عقیده داشت جینی در هنگام تولد دارای حداقل هوش متوسطی بوده و آزار و انزوای دوران کودکی او را عملاً ناتوان ساخته‌است.

## اقامت در بیمارستان
در نخستین جلسه ملاقات با جینی، جیمز کنت ابتدا هیچ واکنشی از طرف او مشاهده نکرد، اما سرانجام، کمی عکس‌العمل غیرکلامی و کلامی را نسبت به یک عروسک کوچک از او بیرون کشید. بازی کردن با این عروسک و عروسک‌های مشابه به سرعت تبدیل به فعالیت مورد علاقه جینی شد و جدای از لحظاتی که کمی خشمگین بود، در اوایل دوران اقامتش در بیمارستان هر نوع هیجانی را ابراز می‌کرد. در چند روز یادگرفت، لباس خودش را بپوشد و به‌طور داوطلبانه شروع به استفاده از توالت کرد، اما بی‌اختیاری شبانه و روزانهٔ او ادامه داشت و به کندی بهبود یافت. کنت خیلی زود متوجه شد که افراد زیادی در حال کار با جینی هستند و نگران بود که جینی نتواند یک رابطه عادی برقرار کند، مگر این‌که کسی در زندگی او حضور مداوم داشته باشد، بنابراین تصمیم گرفت تا جینی را در پیاده‌روی‌ها و همهٔ ملاقات‌هایش همراهی کند.
جینی به سرعت شروع به رشد و افزایش وزن کرد و به‌طور پیوسته حرکاتش با اعتمادبه‌نفس بیشتری همراه بود، و در ماه دسامبر هماهنگی خوبی بین حرکات دست و چشمش ایجاد شده بود و در متمرکز کردن چشمهایش خیلی بهتر شده بود. حس مالکیت او به سرعت توسعه یافت، احتکار اشیایی که به دلیلی دوست داشت کاری بود که پزشکان دلیل آن را نمی‌دانستند، و اگر کسی به اشیایی که احتکار کرده بود دست می‌زد یا آن‌ها را جابه‌جا می‌کرد خیلی غمگین می‌شد.
او انواع مختلفی از اقلام را برمی‌داشت اما به‌طور خاص به اشیای پلاستیکی رنگارنگ علاقه داشت، که پزشکان حدس زدند به این دلیل است که در دوران کودکی چنین اشیایی در دسترس او بودند، و به نظر می‌رسید که برایش مهم نبود که آن اشیا اسباب‌بازی هستند یا ظروف معمولی، اما به ویژه به دنبال سطل‌های ساحل بود. در ماه‌های اول اقامتش در بیمارستان، دادن یکی از این اشیا به او می‌توانست او را از حالت خشم بیرون بیاورد.
بعد از چند هفته جینی عکس‌العمل خیلی بیشتری نسبت به دیگران نشان می‌داد، و کمی بعد شروع به توجه به صحبت کردن مردم کرد، اما در ابتدا، او بیشتر عاری از احساسات بود و مشخص نبود که آیا بیشتر به محرک‌های کلامی یا غیرکلامی عکس‌العمل و پاسخ داده‌است. مدت کوتاهی پس از آن جینی عکس‌العمل‌های واضحی در برابر علائم غیرکلامی نشان می‌داد، و مهارت‌های ارتباط غیرکلامی او به سرعت استثنایی شدند. یک ماه بعد از اقامتش با افراد بزرگسال آشنا، ابتدا با کنت و به‌زودی پس از او با دیگر کارمندان بیمارستان رفتارش دوستانه شد. او به‌طور آشکار هنگام ملاقات فردی که می‌شناخت خوشحال می‌شد و گاهی به سختی تلاش می‌کرد تا آن فرد پیشش بماند و اگر موفق به این کار نمی‌شد، ناامیدی‌اش را ابراز می‌کرد؛ بدون دلیل غیرقابل درکی خوشامدگویی او بسیار پرانرژی‌تر از ناراحتی نسبتاً خفیف او در زمانی بود که مردم ترکش می‌کردند. پس از اتهامات عنوان شده علیه مادر جینی، او دو بار در هفته به دیدن جینی می‌رفت و طی چند ماه روابط متقابل آن‌ها به‌طور پیوسته بهتر شد.
تقریباً در همان زمان این مسئله مورد توجه قرار گرفت که جینی از انداختن عمدی و خراب کردن اشیای کوچک لذت می‌برد و تماشای انجام همان کار توسط شخصی دیگر با اشیایی که او با آن‌ها بازی می‌کرد هم برایش لذت‌بخش است. کنت نوشت که جینی چندین مرتبه اقدامات مشابهی انجام داده‌است و به نظر می‌رسد که این کارها ناراحتی‌های درونی او را تسکین می‌دهند و بنابراین استدلال کرد که جینی این کارها را برای کنترل تجربیات ناراحت‌کنندهٔ دوران کودکی‌اش انجام می‌دهد. او همچنین شیفتگی عمیقی نسبت به موسیقی کلاسیکی که با پیانو نزد او می‌نواختند نشان داد، که پژوهشگران عقیده داشتند دلیل آن صدای پیانویی بوده که در کودکی‌اش می‌توانست بشنود. او عکس‌العمل مشابهی نسبت به صداهای ضبط شده نداشت و اگر کسی به غیر از موسیقی کلاسیک می‌نواخت، او پارتیتور موسیقی را با پارتیتوری که می‌دانست حاوی قطعات مورد علاقهٔ اوست عوض می‌کرد.
در دسامبر ۱۹۷۰، کنت و دیگر کارکنان بیمارستان که روی جینی پژوهش می‌کردند، او را به عنوان موضوع بالقوهٔ مطالعهٔ موردپژوهی می‌دیدند. در آن ماه دیوید ریگلر برای انجام مطالعات اولیه در مورد جینی از مؤسسه ملی سلامت روان کمک مالی دریافت کرد، و شروع به سازماندهی تیم تحقیقاتی برای درخواست پول بیشتر کرد. در ژانویه ۱۹۷۱ پزشکان برنامه‌های توسعهٔ گزل را اجرا کردند و با توجه به رشد قابل توجهی که جینی نشان داد، متوجه شدند که جینی از سطح یک کودک یک ساله به سطح یک کودک سه ساله رسیده‌است. ماه بعد دو روان‌شناس جین بلاک و شوهرش جک بلاک جینی را ارزیابی کردند، نمرات او از محدودهٔ زیر یک کودک دو ساله تا کودک سه ساله، و درچند بخش، در سطح یک فرد معمولی ۱۲ تا ۱۳ ساله بود. تقریباً در همان زمان، پزشکان اشاره کردند که جینی بسیار علاقه‌مند به صحبت کردن با مردم است و تلاش می‌کند تا برخی از صداهای گفتاری را تقلید کند.
تا آوریل و مه ۱۹۷۱، نمرات جینی در تست‌های بین‌المللی مقیاس عملکرد لایتر به‌طور چشمگیری افزایش یافت و سن عقلی او در سطح یک فرد ۴ سال و ۹ ماهه بود، اما در بخش انفرادی نمره او پراکندگی بسیار زیادی داشت و نامشخص بود. پیشرفت جینی در زبان شتاب گرفت و پزشکان متوجه شدند که کلمات مورد استفادهٔ او، طبقه‌بندی نسبتاً پیشرفتهٔ ذهنی از اشیا و موقعیت‌ها را نشان می‌دهد و روی خواص عینی تا درجه‌ای تأکید می‌کند که معمولاً در کودکان یافت نمی‌شود. در همان زمان‌ها، وقتی که یک زلزلهٔ جزئی در لس آنجلس رخ داد، جینی با ترس به آشپزخانه دوید و به سرعت به تعدادی از آشپزهای بیمارستان که دوستشان داشت، به صورت شفاهی ابراز کرد، این اولین باری بود که آرامش را در وجود شخص دیگری جستجو می‌کرد و اولین باری بود که به سادگی به‌طور شفاهی احساسش را بیان می‌کرد. به هر حال او هنوز در حضور جمعیت زیاد احساس راحتی نمی‌کرد، در میهمانی جشن تولدش، چنان از حضور میهمانان عصبی شد که ریگلر مجبور شد برای آرام کردنش او را بیرون ببرد.
در طی بخش بعدی اقامت در بیمارستان، جینی همچنین شروع به شرکت در بازی فیزیکی با بزرگسالان و سرانجام شروع به لذت بردن از در آغوش گرفته شدن توسط دیگران و در آغوش گرفتن آن‌ها کرد. افسردگی و اوقات تلخی او ادامه داشت، اما در پاسخ به شرایطی که واکنش‌های مشابهی را در اغلب کودکان کم‌سال ایجاد می‌کرد، جینی با وجود دریافت شیئی که دوست داشت، می‌توانست مدت بیشتری اوقات تلخی کند. در آوریل ۱۹۷۱، در میان شگفتی زیاد پزشکان، جینی به دختر دیگری حمله کرد چون فکر می‌کرد آن دختر لباس او را پوشیده‌است. این اولینی باری بود که او احساس مالکیتش را نسبت به چیزی که فکر می‌کرد صاحبش است نشان می‌داد اما از جنبه‌ای دیگر اولین بار بود که خشمش را به‌طور بیرونی نشان می‌داد، اما به‌طور کامل از صدمه زدن به خودش در زمان عصبانی بودن دست نکشید.

### آزمایش مغز

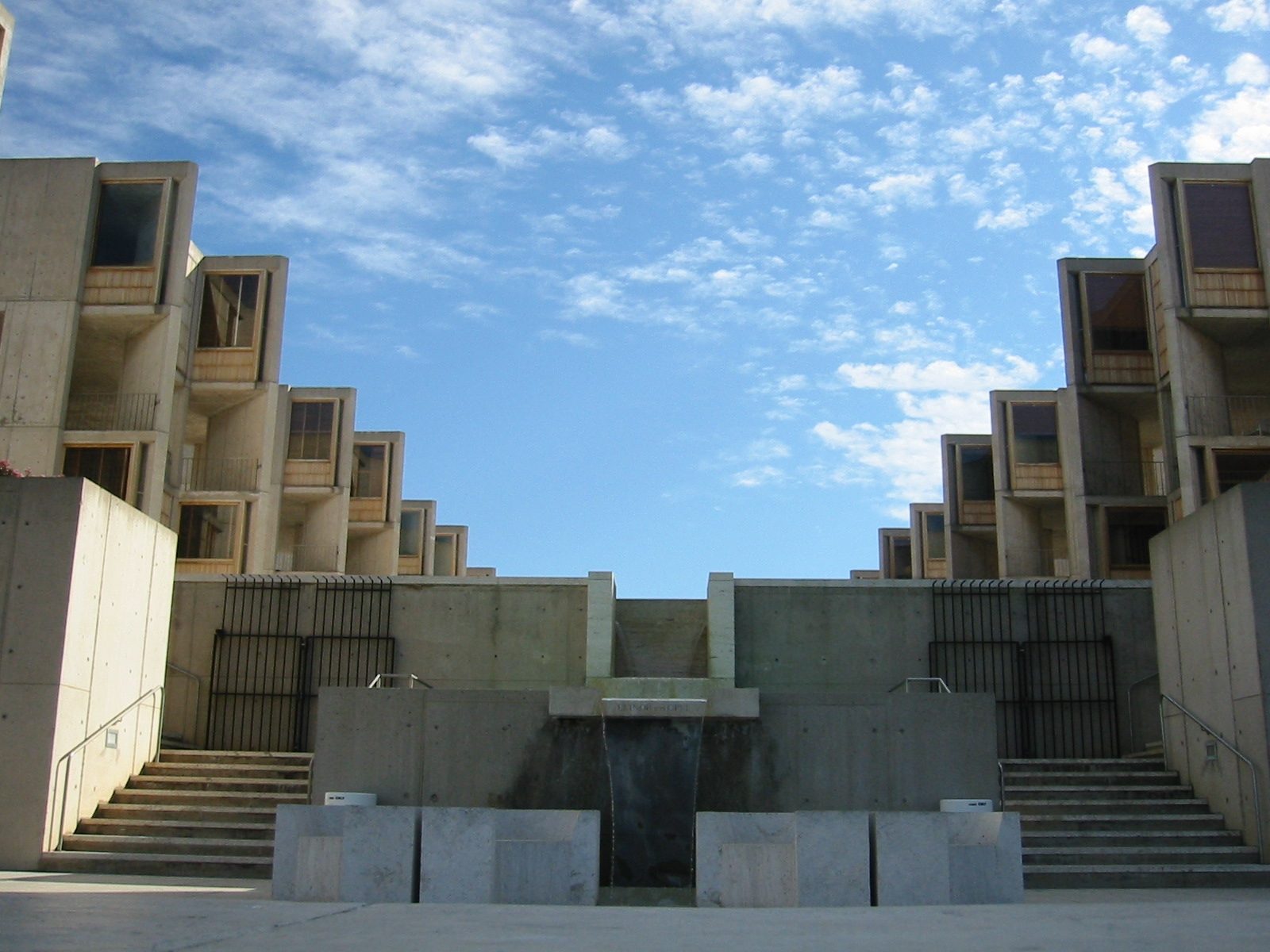
موسسهٔ سالک، جایی که پژوهشگران اطلاعات حاصل از اولین آزمایش‌های مختلف روی مغز جینی را تجزیه و تحلیل کردند.

در شروع ژانویه ۱۹۷۱ پژوهشگران به منظور نظارت و تعیین میزان پیشرفت ذهنی جینی یک سری آزمایش‌های عصب‌شناسی زبان روی او انجام دادند، او اولین کودک محروم از زبانی (ناگویایی) بود که مغزش به‌طور دقیق مورد مطالعه قرار گرفته‌است. تمام مغز جینی از نظر فیزیکی سالم بود و مطالعات شرلی روی خواب او الگوی معمولی خواب فردی با نیمکرهٔ چپ غالب را نشان داد، و موجب شد پژوهشگران فکر کننند که جینی راست‌دست است. در طول سال‌های پس از آن، آزمایش‌های متعددی مثل مشاهدهٔ او در موقعیت‌های روزانه درستی این نتیجه‌گیری را تقویت کرد. براساس آزمایش‌های اولیهٔ آن‌ها، پزشکان گمان کردند که نیمکرهٔ راست جینی به شدت غالب است.
اوایل ماه مارس آن سال، اُرسولا بِلاگی و ادوارد کلیما دانشمندان علوم اعصاب، از مؤسسهٔ تحقیقات بیولوژیک سالک تا روی جینی آزمایش‌های خودشان را انجام دادند. آزمایش‌های شنوایی‌سنجی طبیعی بودن شنوایی هر دو گوش او را تأیید کرد. اما در مجموعه آزمایش‌های سنجش گوش دادن اختیاری بِلاگی و کلیما متوجه شدند که جینی صداهای زبان را با دقت ۱۰۰٪ در گوش چپ خود تشخیص داد درحالی‌که فقط به یک سطح تصادفی در گوش راست خود به درستی پاسخ داد. چنین سطح بالایی از نامتقارنی در این آزمایش‌ها قبلاً فقط در بیمارانی که نیمکره‌هایشان از هم جدا شده بود یا یکی از نیمکره‌هایشان برداشته شده بود، مستند شده بود. هنگامی که آزمایش‌های تکاملی خود را برای تشخیص اصوات زبان و غیر زبان روی او انجام دادند، با دقت ۱۰۰٪ در هر دو گوش پاسخ داد که طبیعی بود. در آزمون‌های غیرزبانی شنیداری دو گوش مجزا، او در گوش چپ خود صداهای غیرزبانی را اندکی بهتر تشخیص داد، که برای یکی فرد راست دست معمولی بود و این مسئله کمک کرد تا احتمال معکوس شدن مغز او در یادگیری زبان رد شود.
بر اساس این نتایج، بِلاگی و کلیما معتقد بودند که جینی به عنوان یک فرد معمولی دست راست تا زمانی که پدرش او را جدا کرد، در حال رشد بود. آن‌ها عدم تعادل بین نیمکره‌های جینی را به این واقعیت نسبت دادند که اطلاعات دریافتی جینی در زمان کودکی تقریباً منحصراً لمسی و بینایی بود، عملکردهای انگیزشی که عمدتاً توسط نیمکرهٔ راست یک فرد راست دست کنترل می‌شود، و گرچه این اطلاعات ورودی بسیار کم بود، کافی بود که وظایف بررسی آن‌ها را به نیمکره راست محول کند. بنابراین، آن‌ها معتقد بودند که چون جینی در طول دوران کودکی هیچ ورودی زبانی نداشت، بنابراین در مورد زبان هیچ شناختی نداشت و در نتیجه هیچ‌یک از نیمکره‌های مغز او در مورد زبان غالب نشدند. از آن‌جایی که جینی دقیقاً صداهای گفتاری را با نیمکره راست تشخیص می‌داد، فکر می‌کردند که عملکردهای زبانی او در نیمکرهٔ راست مغز قرار دارد.

### علاقه به عنوان موضوع مطالعه و دریافت کمک مالی

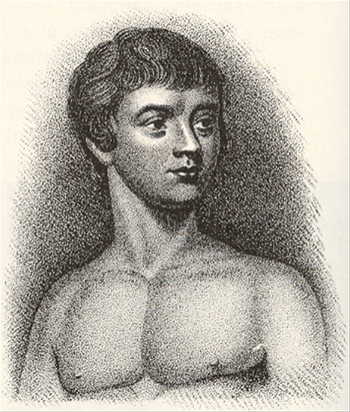
ویکتور حدود ۱۸۰۰

در زمان پذیرش جینی در بیمارستان کودکان بحث‌های گسترده‌ای در حلقه‌های غیرمتخصص و دانشگاهی در مورد فرضیه‌های نوآم چامسکی وجود داشت، چامسکی معتقد بود که اصول و خصوصیات زبان در انسان ذاتی و «به‌طور ارثی برنامه‌ریزی شده» است و همین توانایی او را از دیگر حیوانات متمایز می‌کند، و اریک لنبرگ در سال ۱۹۶۷ فرضیه‌ای ارائه داد که بر اساس آن یک دورهٔ بحرانی برای یادگیری زبان در انسان وجود دارد و پایان آن را شروع بلوغ جنسی اعلام کرد. علی‌رغم علاقه به این فرضیه‌ها، قبل از کشف جینی، هیچ راهی برای آزمایش آن‌ها وجود نداشت. اگر چه متون باستانی و قرون وسطی چندین بار به آزمایش‌های محروم‌سازی زبانی اشاره شده‌است، پژوهشگران جدید به آن‌ها برچسب «آزمایش‌های قدغن‌شده» زده‌اند و به دلیل مسائل اخلاقی انجام آن‌ها غیرممکن است. تصادفاً فیلم فرانسوا تروفو با نام کودک وحشی زندگی کودکی به نام ویکتور را که در جنگل‌های فرانسه پیدا شد و تلاش‌های دکتر ایتارد برای آموختن زبان به او و برگرداندنش به جامعه را شرح می‌دهد، که در ایالات متحده آمریکا تنها یک هفته پس از نجات جینی پخش شد. این فیلم موفقیت بزرگی بود و علاقهٔ مردم را به موضوع کودکانی که مورد سوءاستفاده یا انزوای شدید قرار گرفته بودند، افزایش داد.
دیوید ریگلر از این مطابقت زمانی استفاده کرد و گروهی از دانشمندان را بر آن داشت تا در ماه مه ۱۹۷۱ برای مطالعهٔ جینی از مؤسسه ملی سلامت روان آمریکا کمک مالی سه‌ساله درخواست کنند. بر اساس پیشنهاد ژان باتلر، معلم آموزش عمومی ویژه جینی در بیمارستان، این گروه در اولین جلسهٔ ملاقات با مسئولان مؤسسهٔ ملی سلامت روان، فیلم کودک وحشی را به نمایش گذاشتند و آن‌ها بعداً اعلام کردند که نمایش این فیلم اثری فوری و عمیق داشت. ارائهٔ انواع مختلفی از پیشنهادها برای چگونگی کار با جینی باعث شد که انتخاب یک مسیر منسجم، برای پژوهشگران بسیار دشوار باشد. در میان تعجب عده‌ای از دانشمندانی که در جلسات درخواست کمک مالی مشارکت داشتند، ریگلر تصمیم گرفت که تمرکز اولیهٔ این پژوهش باید آزمایش فرضیهٔ چامسکی و لنبرگ باشد و ویکتوریا فرامکین استاد زبانشناسی دانشگاه کالیفرنیا را برای هدایت ارزیابی زبانی جینی انتخاب کرد. تیم پژوهشی همچنین برای ادامهٔ ارزیابی‌های دوره‌ای از رشد روانی جینی در جنبه‌های مختلف زندگی‌اش برنامه‌ریزی کرد. از زمان پذیرش جینی در بیمارستان کودکان پژوهشگران بیمارستان سعی کردند هویت او را پنهان نگه دارند، و در همان زمان‌ها بود که، با اشاره به شباهت‌های بین یک جن که بدون داشتن دوران کودکی ناگهان از یک لامپ بیرون می‌آید و ظهور ناگهانی جینی در جامعه با دوران کودکی پایان یافته، نام مستعار جینی را برای او انتخاب کردند.

### پژوهش اولیه
بلافاصله بعد از اینکه مؤسسه ملی سلامت روان آمریکا پیشنهاد اعطای کمک مالی را پذیرفت، در اواخر ماه مه سال ۱۹۷۱، سوزان کرتیس به عنوان یک دانشجوی کارشناسی ارشد زبانشناسی کار خود را تحت نظر ویکتوریا فرامکین روی جینی آغاز کرد و در مدت اقامت جینی در بیمارستان کودکان تقریباً هر روز با او ملاقات می‌کرد. کورتیس به سرعت توانایی‌های ارتباطی قدرتمند غیرزبانی جینی را به تشخیص داد، و نوشت افراد کاملاً غریبه اغلب برای او چیزی خریداری می‌کردند؛ زیرا احساس می‌کردند که جینی آن را می‌خواست و این هدیه همیشه از نوع اشیایی است که جینی از داشتن آن بیشتر لذت می‌برد. کورتیس به این نتیجه رسید که جینی مقدار قابل توجهی زبان آموخته اما آموخته‌هایش را هنوز در سطح قابل قبولی تست پذیر نکرده‌است، بنابراین تصمیم گرفت تا چند ماه آینده جینی را بیشتر شناخته و با او طرح دوستی بریزد. در طی ماه بعدی، او و جینی بسیار سریع با هم دوست شدند.
حدود همان زمان‌ها کرتیس کار خود را آغاز کرد، پزشکان جینی را بر اساس مقیاس لایتر مجدداً ارزشیابی کردند و با مقیاس هوش استنفورد-بینه دوباره سن هوشی او را محاسبه کردند، که با درجه بسیار بالایی از پراکندگی بین سن ۵ تا ۸ سالگی قرار گرفت. پزشکان عقیده داشتند که جینی یادگرفته‌است برای تعیین تعداد اشیاء در یک گروه از ادراک گشتالت استفاده کند و با شروع مطالعه موردی، می‌تواند به درستی تعداد صحیح بیش از ۷ شی را از طریق ادراک گشتالت تشخیص دهد. روان‌شناس کودک دیوید ال‌کایند، که در جلسات درخواست کمک مالی حضور، در ماه مه ۱۹۷۱ جینی را ارزیابی کرده و گزارش داد که او در مرحلهٔ سوم توسعه است و خاطرنشان کرد که او بقای شیء را درک کرده و می‌تواند با تأخیر تقلید کند.
سلامت جسمی جینی هم همچنان رو به بهبود بود و در این زمان استقامت او به‌طور چشمگیری افزایش یافته بود.
رفتار اجتماعی او هنوز خیلی غیرطبیعی بود و پزشکان به خصوص نگران بودند که او تقریباً هرگز با افراد همسن و سال خودش ارتباط برقرار نکند، اما ارزیابی‌ها خوش‌بینی‌هایی را در این مورد نشان دادند.

## اولین اقامتگاه
در ژوئن ۱۹۷۱، جین باتلر برای همراه بردن جینی در سفرهای روزانه به خانه‌اش در کانتری کلاب پارک در لس آنجلس مجوز گرفت.
در پایان آن ماه، پس از یکی از این سفرها، باتلر به بیمارستان گفت که، او (باتلر) ممکن است سرخجه گرفته باشد، و جینی هم در معرض ابتلا به آن قرار دارد. کارکنان بیمارستان تمایلی به سپردن جینی به باتلر نداشتند و نسبت به صحت داستان او بسیار مشکوک بودند، به شدت مشکوک بودند و فکر می‌کردند که او این داستان را ساخته‌است تا به عنوان نگهبان و سرپرست اصلی جینی پیشنهاد شود. اما فکر کردند که نگهداری جینی در بخشی جداگانه در بیمارستان به‌طور بالقوه می‌تواند به پیشرفت اجتماعی و روحی او لطمه بزند، بنابراین موافقت کردند که جینی را به‌طور موقت در خانه باتلر قرنطینه کنند. باتلر که مجرد بود و فرزندی نداشت و در آن زمان تنها زندگی می‌کرد، پس از آن درخواست سرپرستی جینی را کرد، و علیرغم اعتراض کارکنان بیمارستان، مقامات زمانی که از درخواست او مطلع شدند، مدت اقامت جینی را در منزل او افزایش دادند.

### مشاهدات باتلر
کمی پس از رفتن به خانه باتلر اولین نشانه‌های بلوغ جنسی در جینی ظاهر شد که نشان‌دهندهٔ بهبود قابل‌توجهی در سلامت جسمانی او و قطعاً پشت سر گذاشتن دورهٔ بحرانی لنبرگ برای یادگیری زبان بود. باتلر به مشاهده و مستندسازی مواد انبار شده توسط جینی پرداخت، در مشاهدهٔ ویژه‌ای متوجه شد که جینی دوجین‌ها ظروف خالی مواد مایع را جمع‌آوری کرده و در اتاقش نگهداری می‌کند. گرچه او نمی‌توانست دلیل ترس شدید جینی را از گربه‌ها و سگ‌ها بفهمد، پس از مشاهدات مستقیم باتلر، مردی که با او قرار می‌گذاشت و روان‌شناس و استاد بازنشستهٔ دانشگاه کالیفرنیای جنوبی بود، سعی کرد همراه جینی سریال له‌سی را که سگی در آن نقش داشت تماشا کرده و به او یک سگ اسباب‌بازی که با باتری کار می‌کرد هدیه بدهد و با این روش به جینی برای غلبه بر این ترس کمک کند. باتلر نوشت که جینی سرانجام توانسته‌است بر ترسش از سگ‌ها تا حدودی غلبه کرده و سگ‌هایی را که در حصار هستند تحمل کند ولی در مورد گربه‌ها هیچ پیشرفتی نداشته‌است.
باتلر در نشریه اش نوشت: که به جینی یاد داده‌است زمان عصبانیت از صدمه زدن به خودش خودداری کرده و در عوض خشم خود را از طریق کلمات یا ضربه زدن به اشیاء نشان دهد. باتلر همچنین ادعا کرد که، مدت کوتاهی پس از گذراندن با او، جینی پرحرف‌تر شده‌است و پیشرفت قابل توجه در یادگیری زبان داشته‌است. در نامه‌ای به جِی شرلی در اوایل اوت باتلر نوشت: مردی هم که با او قرار می‌گذارد، متوجه بهبود زبان جینی شده‌است. بی‌اختیاری جینی به تدریج بهبود یافت، تا پایان اقامت وی در خانهٔ باتلر او تقریباً، به‌طور کامل می‌توانست ادرارش را کنترل کند.

### منازعه بر سر سرپرستی
مادر جینی همچنان به ملاقات جینی می‌رفت؛ و همان زمانی که جینی به خانهٔ باتلر نقل مکان کرد، مادر جینی تحت عمل جراحی کاتاراکت قرار گرفت و بینائی‌اش به میزان زیادی بهتر شد. در طی اقامت جینی، باتلر، با این اعتقاد که اگر در خانهٔ او دو والد باشد، مقامات درخواست تجدید نظر او در مورد سرپرستی جینی را بیشتر مورد توجه قرار می‌دهند، مردی را که با او قرار می‌گذاشت به خانه‌اش آورد. با این حال، باتلر به شدت شروع به مقاومت در برابر بازدید پژوهشگرانی کرد که احساس می‌کرد جینی را ناراحت می‌کنند، و با اشاره به آن‌ها با نام مستعار «تیم جنی» بی‌اعتبار کردن آن‌ها را شروع کرد، این نام مستعار موجب شک و تردید در مورد آن‌ها می‌شد. به نظر می‌رسید باتلر به‌ویژه جیمز کنت و سوزان کرتیس را دوست نداشت، و مانع از بازدید هر دوی آن‌ها در اواخر اقامت جینی در خانه‌اش شد، با ریگلر هم اختلافاتی داشت، گرچه باتلر گفت که اختلافات آن‌ها هرگز شخصی یا به میزانی که تصویر می‌کند نبوده‌است.
پژوهشگران معتقد بودند باتلر برای جینی نیت خوبی دارد، اما از عدم تمایل باتلر برای کار با آن‌ها انتقاد کردند و فکر می‌کردند که او روی مراقبت و مطالعه موردی جینی تأثیر منفی گذاشته‌است. آن‌ها قویاً ادعای باتلر مبنی بر سخت‌گیری زیاد بر جینی را رد کرده و اظهار می‌کردند که جینی از انجام آزمایش‌ها لذت می‌برد و اگر بخواهد می‌تواند آن‌ها را انجام ندهد، و هر دو کرتیس و کنت هر دو با تأکید اتهامات باتلر در مورد خودشان را انکار کردند.با توجه به شهرت گسترده و طولانی‌مدت باتلر برای مبارزه بین همکاران و مافوق‌ها، از نظر تیم پژوهشی او از نظر شخصی دچار مشکل بود. تعدادی از دانشمندان، از جمله کرتیس و هاوارد هانسن، به صورت آشکارا خاطرنشان ساختند که باتلر امیدوار بود جینی او را معروف کند و کرتیس به ویژه به یاد داشت، باتلر بارها اظهار کرده بود قصد دارد «آن سالیوان بعدی» باشد.
در اواسط ماه اوت، مقامات کالیفرنیا به باتلر اطلاع دادند که درخواست او برای سرپرستی جینی را رد کرده‌اند. میزان تأثیر بیمارستان کودکان در رد این درخواست، اگر تأثیری داشته باشند، مشخص نیست. ریگلر چندین بار مدعی شد که علیرغم اعتراض دانشمندان، نه مسئولان بیمارستان و نه هیچ‌یک از کارمندانش در این مورد مداخله‌ای نکردند و تصمیم مقامات او را شگفت زده کرد. به هر حال مستند نوا دربارهٔ جینی، توضیح می‌دهد که رد درخواست سرپرستی باتلر، تا حدودی به خاطر توصیه بیمارستان بود، شواهدی وجود دارد که بسیاری از مقامات بیمارستان، از جمله هانسن، احساس می‌کردند که توانایی باتلر برای مراقبت از جینی ناکافی است و سیاست بیمارستان اعضای کارمند خود را از گرفتن سرپرستی بیماران آن بیمارستان قدغن کرده بود. باتلر خودش اعتقاد داشت که بیمارستان با درخواست او مخالفت کرده‌است، بنابراین جینی به جایی منتقل می‌شد که می‌توانستند روی او تحقیق کنند، و نوشت که جینی، پس از اطلاع از این مسئله، بسیار ناراحت بود و گفته بود: «نه، نه، نه».

## دومین اقامتگاه

جینی در حال کار با مریلین ریگلر

هنسن در اوایل ماه اوت به ریگلر پیشنهاد کرد که اگر مقامات تقاضای سرپرستی باتلر را رد کرده‌اند، او سرپرستی جینی را بپذیرد، و ریگلر ابتدا این پیشنهاد را رد کرد، اما تصمیم گرفت با همسرش مریلین دربارهٔ آن صحبت کند. مریلین به عنوان یک مددکار اجتماعی آموزش دیده بود و تازه تحصیلات تکمیلی را در رشتهٔ توسعه انسانی به پایان رسانده بود، و پیش از آن در دوره پیش دبستانی و برنامهٔ وزارت بهداشت و خدمات انسانی ایالات متحده آمریکا برای کودکان کار کرده بود. ریگلرها خودشان سه بچهٔ نوجوان داشتند، جی شرلی گفت: «همین مسئله آن‌ها را برای جینی قیم‌های مناسبتری نسبت به باتلر می‌کند.» آن‌ها سرانجام تصمیم به انجام این کار گرفتند، آن‌ها گفتند که مایل به مراقبت موقت از جینی هستند تا زمانی که خانوادهٔ مناسبی سرپرستی او را بپذیرد. ریگلر اذعان کرد که با پذیرش سرپرستی به‌طور واضح در ارتباط دوگانه‌ای با جینی قرار خواهد گرفت، بیمارستان کودکان و مقامات تصمیم گرفتند، در غیاب دیگر گزینه‌های مناسب، با سرپرستی موقت ریگلرها موافقت کنند.
همان روز، جینی به بیمارستان بازگشت، ریگلرها جینی را به خانهٔ خود در لس‌فلیز لس آنجلس  منتقل کردند. دیوید ریگلر گفت که او و مریلین ابتدا قصد داشتند حداکثر سه ماه از جینی نگهداری کنند، اما جینی در نهایت تقریباً چهار سال در خانهٔ آن‌ها ماند.هنگامی که جینی به خانهٔ ریگلرها رفت، مریلین معلم او شد، دیوید ریگلر تصمیم گرفت تا نقش جیمز کنت را به عنوان درمانگر اصلی جینی بر عهده بگیرد و تیم پژوهشی بلافاصله مشاهدات و ارزیابی‌ها خود را از سر گرفتند. ریگلرها در این مدت همواره مراقب اصلی جینی بودند، اما با رضایت مادر جینی و روانشناسان او، در سال ۱۹۷۲ مقامات جان مینر را به عنوان سرپرست قانونی غیرقابل تغییر جینی تعیین کردند.

### رابطه با مادرش
در حالی که جینی با ریگلرها زندگی می‌کرد، مادرش معمولاً یک بار در هفته با او در یک پارک یا رستوران ملاقات می‌کرد، و رابطهٔ آن‌ها همچنان قوی‌تر می‌شد. گرچه ریگلرها هرگز با مادر جینی ابراز همدردی نکردند، اما تلاش آن‌ها برای مؤدبانه رفتار کردن با او همدردی غیرعمدی محسوب می‌شد؛ و سال‌ها بعد مریلین گفت که برایش بر عهده گرفتن نقش مادر جینی در حضور مادر واقعی‌اش دشوار بود. به استثنای جِی شرلی، که فکر می‌کرد دانشمندان دیگر با مادر جینی رفتار درستی ندارند، مادر جینی با بقیهٔ پژوهشگران خوب کنار نمی‌آمد، بعضی از دانشمندان به خاطر بی‌عملی مادر جینی در دوران کودکی جینی از او خوششان نمی‌آمد. دانشمندان حدس می‌زدند مادر جینی با آن‌ها رفتار سردی دارد چون آن‌ها بی‌عملی اولیه‌اش را در مورد فرزندانش به او یادآوری می‌کنند، و دیوید ریگلر همچنین فکر می‌کرد که او وضعیت جینی و نقشی را که در ایجاد آن داشته را انکار می‌کند.کرتیس نوشت که مادر جینی اغلب اظهارات متناقضی در مورد زندگی متأهلی و دوران کودکی جینی بیان می‌کند، به نظر می‌رسد ظاهراً آنچه را که فکر می‌کند مردم می‌خواهند بشنوند، می‌گوید، که تیم پژوهشی اعتقاد داشتند، از ترس از نابودی یا بی‌حرمتی برای گفتن حقیقت ناشی می‌شد.
جین باتلر که مدت کوتاهی پس از آن‌که مقامات، جینی را از خانه‌اش بیرون آوردند، ازدواج کرده بود و از نام نامزدش، روچ، استفاده می‌کرد، ارتباطش را با مادر جینی حفظ کرد. گرچه مادر جینی بعداً یادآور شد که بیشتر مکالمات آن‌ها در طول این زمان سطحی و کم‌عمق بود، آن‌ها همچنان با هم به خوبی کنار می‌کردند. در سراسر زمانی که جینی با ریگلرها زندگی می‌کرد، روچ همواره پژوهشگران را متهم می‌کرد، که آزمایش‌های مضری انجام می‌دهند، و آگاهانه مادرش را از زندگی او بیرون کرده‌اند، و از کمک مالی دریافت شده سوءاستفاده می‌کنند، و تمام چیزهایی که تیم پژوهشی به‌طور مداوم و به شدت انکار می‌کردند. مادر جینی به‌طور پیوسته بیشتر به حرف روچ گوش می‌داد و سرانجام احساس کرد تیم پژوهشی او را به حاشیه رانده‌است.

### آزمایش و مشاهده تیم پژوهشی

#### رفتار
بدون هیچ علت مشخصی، بی‌اختیاری جینی، بلافاصله دوباره شروع شد، و به ویژه چند هفتهٔ اول پس از نقل مکان بسیار شدید بود، و چند ماه در سطح پایینی ادامه داشت. برخلاف نوشته‌های باتلر، ریگلرها مشاهده کردند که جینی هنوز هنگام خشم به خودش صدمه می‌زند و دقت کردند که به ویژه موقعیت‌های معینی، مانند ریختن ظروف مایع، موجب تندخویی او می‌شود، که پزشکان رفتار او را به این مسئله نسبت دادند که در کودکی در چنین مواقعی کتک می‌خورده‌است. آن‌ها همچنین نوشتند که جینی از سگ آن‌ها خیلی می‌ترسد و پس از دیدن آن فوراً فرار کرده و مخفی می‌شود. تیم پژوهشی نوشتند که جینی خیلی کندتر و با تردید بیشتری نسبت به آن چیزی که باتلر توصیف کرده بود، حرف می‌زند، نوشتند که جینی بسیار به‌ندرت صحبت می‌کند و در سه ماه اول اقامت جینی تقریباً همیشه از سخنان یک‌کلمه‌ای استفاده می‌کرد. مگر اینکه چیزی را ببیند که او را ترسانده و در این صورت هم از نظر گفتار و هم رفتارش دچار تأخیر زیادی، اغلب چند دقیقه، می‌شد، و بدون هیچ دلیل واضحی، نسبت به دما هیچ واکنشی نشان نمی‌داد. همچنان در کنترل هیجان‌هایش بسیار مشکل داشت و اغلب رفتارش به شدت ضداجتماعی و مخرب بود.
کمی پس از اینکه جینی به خانهٔ ریگلرها نقل مکان کرد، مریلین با یک روش مناسب به او آموخت که ناامیدی‌اش را به بیرون منتقل کند.از آن‌جا که جینی نسبت به ظاهرش حساس بود، مریلین ناخن‌های او را رنگ کرده و به جینی گفت:اگر خودش را چنگ بزند، خوشگل به نظر نخواهد رسید، و زمانی که موقعیت‌هایی پیش می‌آمد که جینی ناراحت بود، مریلین سعی می‌کرد با حرف زدن ناراحتی او را کاهش دهد.جینی به تدریج کنترل بیشتری روی عکس‌العمل‌هایش به‌دست آورد و با پیشرفت زبانش می‌توانست ناامیدی‌اش را بیان کند. گرچه او هرگز به‌طور کامل اوقات تلخی یا صدمه زدن به خودش را متوقف نکرد؛ و در مواردی، بسته به اینکه آیا او بسیار عصبانی یا صرفاً ناامید بود، با تکان دادن یک انگشت یا دستش، می‌توانست سطح خشم خود را نشان دهد.
گرچه دانشمندان هنوز دلیل ترس جینی از گربه‌ها و سگ‌ها را نمی‌دانستند، ریگلرها از سگ کوچک‌شان استفاده کردند تا جینی با سگ مأنوس شود، و تقریباً پس از دو هفته جینی به‌طور کامل به ترسش از سگ آن‌ها غلبه کرد اما هنوز از گربه‌ها و سگ‌های ناآشنا خیلی می‌ترسید. مریلین برای کمک به غلبه بر مشکل مداومش در جویدن و بلع با جینی کار کرد که این کار تقریباً چهار ماه طول کشید. او همچنین سعی کرد به جینی کمک کند تا با احساسات بدنش بیش‌تر هماهنگ شود، و در اواخر ۱۹۷۳ کرتیس اولین مثالی را یاداشت کرد که در آن جینی نسبت به دما حساسیت نشان داد. گرچه طبق برآورد هر دو کرتیس و ریگلرها جینی احتمالاً به‌طور آگاهانه کمترین حساسیتی را که می‌توانست نشان داده بود، در تمام زمانی که در خانهٔ ریگلرها زندگی می‌کرد سلامت جسمانی او به‌طور قابل‌توجهی بهبود یافت.
در ابتدا جینی معمولاً به حرف کسی گوش نمی‌داد مگر آنکه کسی به‌طور مستقیم وی را مورد خطاب قرار می‌داد، یا کرتیس با پیانو موسیقی کلاسیک می‌نواخت و اگر کسی با او صحبت می‌کرد، جینی تقریباً هرگز آن فرد را به حساب نمی‌آورد و بعد از گذشت چند دقیقه از او دور می‌شد. در تلاش برای وادار کردن جینی برای گوش دادن به افراد دیگر، کرتیس شروع به خواندن داستان‌های کودکان برای او کرد و در ابتدا به نظر نمی‌رسید که درگیر داستان شده باشد، اما یک روز در اواسط اکتبر سال ۱۹۷۱ کرتیس متوجه شد که جینی به‌طور واضح گوش داده و به او عکس‌العمل نشان می‌دهد. پس از آن، او به مردم توجه کرد حتی زمانی که آن‌ها به‌طور مستقیم با او یا در مورد او صحبت نمی‌کردند. او در تعاملات خود با مردم اجتماعی‌تر شد و تا حدودی نسبت به دیگران واکنش نشان می‌داد، گرچه او هنوز اغلب نشانه‌های آشکاری از شنیدن حرف کسی نشان نمی‌داد. واکنش او نسبت به اغلب محرک‌ها سریع‌تر شد، اما حتی در پایان اقامت او گاهی‌اوقات چند دقیقه طول می‌کشید تا به کسی پاسخ بدهد.
پس از چند ماه زندگی با ریگلرها، رفتار و مهارت‌های اجتماعی جینی بهبود یافته و به نقطه‌ای رسید که رفتن به اولین پیش‌دبستانی و پس از آن یک مدرسه عمومی ویژه بچه‌های معلول ذهنی هم‌سن و سالش را شروع کرد. ریگلرها همچنین به او تعدادی از مهارت‌های اصلی خودیاری شامل: اتو کردن، استفاده از چرخ خیاطی و آماده کردن غذاهای ساده برای خودش را یاد دادند.او در کنترل خودش در خانه و در انظار عمومی پیشرفت قابل توجهی داشت؛ و گرچه جلوگیری او از استمناء که رفتار نامطلوب اجتماعی محسوب می‌شد، بسیار سخت بود، او تقریباً در پایان اقامتش در خانهٔ ریگلرها آن عادت را ترک کرده بود. در فوریه ۱۹۷۳ کرتیس اولین بار نوشت که جینی چیزی را با او به اشتراک گذاشت، و در حالی که به گرفتن اشیا از دیگران ادامه می‌داد، عکس‌العمل‌هایش به وضوح نشان می‌داد که می‌داند که نباید این کار را بکند.
در طول مدتی که جینی با ریگلرها زندگی می‌کرد، هر کس که با او کار می‌کرد، گزارش داد که خلق و خوی او به‌طور قابل‌توجهی بهتر شده و او به وضوح از زندگی‌اش راضی است. در اواخر ژوئن ۱۹۷۵، دیوید ریگلر نوشت که جینی همچنان به پیشرفت چشمگیرش در هر زمینه‌ای که دانشمندان آزمایش می‌کنند، ادامه می‌دهد، و کرتیس در گزارش‌های هم‌زمانش در مورد پیشرفت اجتماعی جینی اظهار خوش‌بینی می‌کرد.با این وجود، تا اواسط سال ۱۹۷۵، اغلب تعاملات اجتماعی با وی همچنان از نظر کیفی غیرمعمولی بود. دانشمندان نوشتند که، در حالی که رفتار کلی جینی و تعاملات او با دیگران به‌طور قابل‌توجهی بهبود یافته‌است، همچنان بسیاری از رفتارهای افراد غیراجتماعی را دارد.

#### زبان
کرتیس، زمانی که او و فرامکین تصمیم گرفتند که توانایی‌های زبانی جینی برای به‌دست آوردن نتایج قابل استفاده کافی است، تست کامل زبان جینی را در اکتبر سال ۱۹۷۱ آغاز کرد. زبان‌شناسان آزمون‌های خود را برای اندازه‌گیری هم دامنهٔ لغات جینی و هم یادگیری جنبه‌های مختلف دستور زبان، از جمله نحو، واج‌شناسی و صرف طراحی کردند. آن‌ها به مشاهدهٔ جینی در مکالمات روزمره ادامه دادند تا میزان یادگیری او را اندازه‌گیری کرده و بفهمند تا چه حد کاربرد زبان را یادگرفته‌است. تیم پژوهشی، یادگیری زبان توسط جینی را به عنوان بخشی مهمی از هدف بزرگ‌ترشان برای کمک به او در ورود به جامعه در نظر می‌گرفتند، بنابراین اگر چه می‌خواستند ببینند که جینی چه مقدار کلمه و دستور زبان را به خودی خود می‌تواند یاد بگیرد، گاهی‌اوقات به خاطر احساس تعهد برای کمک به او در این کار مداخله می‌کردند.
در سراسر آزمایش زبان‌شناسان، اندازه دامنهٔ لغات جینی و سرعتی که آن‌ها را یادگرفت، از تمام پیش‌بینی‌های صورت گرفته بالاتر رفت. اواسط سال ۱۹۷۵ او می‌توانست نام بیشتر اشیایی را که با آن‌ها مواجه می‌شد به‌طور صحیح بگوید، و به وضوح کلمات بیشتری از آنچه که به‌طور مرتب استفاده می‌کرد، می‌دانست.
 در مقابل، جینی در یادگیری و استفاده از دستور پایه‌ای مشکل بیشتری داشت. او به وضوح به اصول معینی از دستور زبان تسلط پیدا کرد، و درک مطلبش به‌طور قابل‌توجهی بهتر از صحبت کردن خود او بود، اما میزان یادگیری دستور زبان او بسیار کندتر از حد معمول بود و منجر به اختلاف غیرمعمولی زیادی بین دامنه لغات و دستور زبان او شد. در مکالمات روزمره جینی به‌طور معمول فقط با جملات کوتاه صحبت می‌کرد و به‌طور متناقضی از دستور زبانی که می‌دانست استفاده می‌کرد، گرچه با تقلید می‌توانست به‌طور قابل توجهی از دستور زبان بهتر استفاده کند، و توانایی مکالمه او طی اقامت او به‌طور قابل توجهی بهبود یافت اما بسیار پایین بود. دانشمندان از این مسئله متعجب نشدند و گفتند شواهدی وجود دارد که توانایی درگیر شدن در گفتگو، مهارت جداگانه‌ای از دانستن زبان است.
در بسیاری از موارد، دانشمندان از توسعه زبانی جینی برای اندازه‌گیری وضعیت عمومی روان‌شناسی او کمک می‌گرفتند. به عنوان مثال، جینی به‌طور مداوم ضمایر من و شما را با هم قاطی می‌کرد. اغلب می‌گفت: «مامان شما را دوست دارد.» درحالی‌که به خودش اشاره می‌کرد؛ که کرتیس این را به ناتوانی جینی در دانستن اینکه خودش و دیگری چه کسی است نسبت می‌داد. دانشمندان به ویژه توجه کردند که جینی اغلب اطلاعات مفهومی را درک می‌کند، حتی اگر دستور زبان بیان آن را بلد نباشد، آن‌ها نوشتند که این مطلب نشان می‌دهد که جینی توانایی‌های شناختی بیشتری نسبت به بیشتر کودکان در مراحل متداول یادگیری زبان دارد. در بعضی موارد، یادگیری جنبهٔ جدیدی از زبان نقش مستقیمی در پیشرفت توسعه او ایفا می‌کرد. در آن زمان که جینی گفتن [به عنوان مثال] «من می‌توانم» را به عنوان یک عبارت متداول یادگرفت، او همچنین یادگرفت، چگونه از پول استفاده کنید؛ و کرتیس نوشت که این عبارت جینی را برای درخواست پاداش توانمند کرد و باعث اشتیاق او به کسب درآمد شد، و موجب شد تا او در انجام فعالیت‌هایی که منجر به پاداش می‌شود، نقش فعالتری داشته باشد.
در ابتدای آزمایش، صدای جینی هنوز بسیار ملایم بود و تن بالایی داشت، که زبان‌شناسان معتقد بودند دلیل بعضی از بیان‌های غیرطبیعی اوست، و دانشمندان برای بهبود آن به سختی تلاش کردند. تن صدای او به تدریج نسبتاً پایین‌تر و بلندتر شد، هرچند که به طرز غیرمعمولی بالا و ملایم باقی مانده بود، و او شروع به بیان بهتر کلمات کرد. با وجود این او به‌طور مداوم صداها را حذف یا جایگزین صدای دیگری می‌کرد، که این کار درک گفته‌های او را بسیار دشوار می‌کرد. دانشمندان معتقد بودند که جینی اغلب در مورد تلفظش آگاهی ندارد، اما در موارد دیگر، او هجاها را حذف می‌کرد، که این کارش به وضوح عمدی بود، و اگر به‌طور قاطعانه و با صراحت از او خواسته می‌شد، واضح‌تر صحبت می‌کرد، کرتیس این کار جینی را به این امر نسبت می‌داد که جینی سعی می‌کند تا حد ممکن کم حرف بزند ولی حرفش همچنان قابل درک باشد. سرانجام کرتیس و مریلین جینی را متقاعد کردند که هنگام صحبت کردن حذف زیادی هجاها را متوقف کند، اما او به حذف اصوات هر زمانی که امکان داشت ادامه داد، که موجب شد زبان‌شناسانی که مورد او را دنبال می‌کردند به جینی به عنوان «خلاصه‌کنندهٔ بزرگ» اشاره کنند.
مقالاتی که همزمان با مطالعه مورد جینی نوشته شده‌است نشان می‌دهد که جینی در تمام مدت اقامت خود با ریگلرها، در حال یادگیری کلمات جدید و دستور زبان بود، و در مورد توانایی بالقوهٔ او تا درجات مختلفی خوش‌بین بودند. با این وجود، حتی تا اواسط سال ۱۹۷۵، جینی هنوز بسیاری از بخش‌های زبان را یادنگرفته بود. علاوه بر این، گرچه او می‌توانست جملات طولانی را درک و تولید کند، هنوز بیشتر با عبارت‌های کوتاهی مثل «توپ متعلق به بیمارستان» صحبت می‌کرد. علیرغم افزایش قابل‌توجه توانایی مکالمهٔ جینی، دانشمندان نوشتند که توانایی او در مقایسه با افراد عادی بسیار کم است. کرتیس و فرامکین در نهایت به این نتیجه رسیدند که چون جینی پیش از پایان دورهٔ بحرانی زبان مادریش را نیاموخته است، بنابراین الان قادر نیست آن را به‌طور کامل بیاموزد.

### به یاد آوردن حوادث گذشته
در طی اوایل تا اواسط سال ۱۹۷۲، ریگلرها شنیدند که جینی با خودش تکرار می‌کند: «پدر با چوب بزرگ زد، پدر عصبانی است»، این نشان می‌داد که او می‌تواند در مورد زندگی‌اش پیش از شروع یادگیری زبان صحبت کند.
در طی بقیه مدت اقامت او با ریگلرها، او دائماً با خودش تکرار می‌کرد، «پدر زد»، و قبل از اینکه ریگلرها برای درک مفهوم مرگ با جینی کار کنند، او اغلب از آن‌ها می‌پرسید که پدرش کجاست، و از این می‌ترسید که بیاید و او را ببرد.
گرچه جینی دربارهٔ دوران کودکی‌اش با دیگران صحبت نمی‌کرد، اما زمانی که صحبت می‌کرد اطلاعات باارزش جدیدی به پژوهشگران می‌داد، و دانشمندان سعی می‌کردند جینی را وادار کنند تا جایی که امکان دارد مطالب بیشتری به آن‌ها بگوید. همان‌طور که بیشتر زبان یادگرفت، به تدریج شروع به صحبت دربارهٔ پدرش و رفتار او با خودش کرد.
پدر زد بازو. چوب بزرگ. جینی گریه … تف نه. پدر. زد صورت-- تف. پدر زد چوب بزرگ. پدر عصبانی است. پدر زد جینی چوب بزرگ. پدر برداشت تکه چوب زد. گریه. پدر منو به گریه انداخت. پدر مرده‌است.

#### ارتباطات غیرکلامی
برخلاف توانایی‌های زبانی جینی، پیشرفت ارتباط غیرکلامی او ادامه داشت. او سیستم ژست‌ها و حرکات بدنی خودش را اختراع کرد و کلمات معینی هنگام گفتن با پانتومیم نشان می‌داد و کارهایی را که با زبان نمی‌توانست بیان کند با پانتومیم نشان می‌داد. ابتدا اگر کسی از او می‌خواست، نقاشی می‌کشید، اما در طول اقامت با ریگلرها، در زمان‌هایی که با استفاده از کلمات نمی‌توانست منظورش را بیان کند، شروع به استفاده از نقاشی برای برقراری ارتباط کرد. جینی علاوه بر نقاشی‌های خودش، اغلب برای بیان تجارب روزانه از تصاویر مجلات هم استفاده می‌کرد، و به دلایلی که دانشمندان هرگز نتوانستند مشخص کنند، به ویژه هنگام روبرو شدن با چیزی که او را ترسانده بود هم همین کار را می‌کرد.زمانی در اواسط سال ۱۹۷۲، مریلین مشاهده کرد که تصویر یک گرگ در مجله جینی را ترسانده‌است. پس از این‌که ریگلرها از مادر جینی در مورد علت احتمالی این واکنش او پرسیدند، او به آن‌ها اطلاع داد که شوهرش برای ترساندن جینی مثل یک سگ رفتار می‌کرد و همین آگاهی برای اولین بار دلیل ترس جینی را برای دانشمندان آشکار ساخت.
در طول اقامت جینی، دانشمندان دیدند چطور او به‌طور مکرر و مؤثر از مهارت‌های غیرکلامی استفاده کرد و هرگز مشخص نشد که چه کاری انجام داد که از افراد دیگر چنین عکس‌العمل شدیدی دریافت کرد. دیوید ریگلر به وضوح موقعیتی را به یاد داشت که با جینی در حال عبور از کنار یک پدر و پسر کم‌سالش بودند، پسر یک کامیون آتش‌نشانی اسباب‌بازی داشت، پسر بدون صحبت با جینی ناگهان برگشته و اسباب‌بازی‌اش را به او داد. کرتیس هم‌زمانی را به یاد داشت که هنگام راه رفتن با جینی در چهارراهی شلوغ ایستاده بودند، به‌طور غیرمنتظره‌ای صدای خالی شدن کیف پولی را شنید، او برگشت و زنی را دید که در چهارراه ایستاد و از ماشینش بیرون آمد تا یک کیف پول پلاستیکی را به جینی بدهد، با اینکه جینی چیزی نگفته بود. برای استفادهٔ بیشتر از توانایی مهارت‌های ارتباطی غیرکلامی، در سال ۱۹۷۴، ریگلرها ترتیبی دادند تا جینی شکلی از زبان اشاره را بیاموزد.

### آزمایش‌های دنباله‌دار مغز

#### آزمون‌های زبان
با شروع در پاییز سال ۱۹۷۱، تحت سرپرستی کرتیس، ویکتوریا فرامکین و استفان کراشن، که او هم یکی از دانشجویان فارغ‌التحصیل فرامکین بود، زبان‌شناسان تا سال ۱۹۷۳ به تهیه آزمون‌های شنیداری منظم برای جینی ادامه دادند. نتایج آن‌ها به‌طور مداوم یافته‌های اولیه اورسولا بلُگی و ادوارد کلیما را تأیید کرد.
بنابراین پژوهشگران به این نتیجه رسیدند که جینی با بخش راست مغزش در حال یادگیری زبان است، و قطعاً امکان فقط برعکس شدن وظایف نیمکره‌های مغز جینی در یادگیری زبان را رد می‌کرد. با توجه به عدم وجود مشکلات فیزیولوژیکی در نیمکرهٔ چپ جینی، آن‌ها معتقد بودند که فعالیت عصبی غیرطبیعی در نیمکره چپ او، که آن‌ها حدس می‌زدند ناشی از ضعف مرکز یادگیری زبان است - مانع دریافت اصوات مربوط به زبان، نه اصوات غیرزبانی در گوش راست او می‌شود.
زبان‌شناسان هم را به ویژه برای سنجش درک مطلب جینی چندین آزمون مغز انجام دادند، در چنین آزمون‌هایی، جینی هیچ مشکلی در درک معنی جملاتی که دارای کلمات هم‌آوای آشنا بودند نداشت، که نشان می‌داد که درک مطلب او خیلی بهتر از بیانش است. جینی قافیه‌ها را هم به خوبی تشخیص می‌داد، پیش از آن مشخص شده بود که بیمارانی که دو نیمکرهٔ مغزشان از هم جدا شده یا نیمکرهٔ چپ‌شان برداشته شده‌است هر دوی این وظایف را به خوبی انجام می‌دهند. در طی این آزمایش‌ها و گرفتن نوار مغزی دو الکترود قرار داده شده در بالای نیمکره راست مغز او به‌طور مداوم بیشتر از الکترودهای قرار داده شده در مکان‌های طبیعی ناحیه بروکا و ناحیه ورنیکه فعالیت داشتند، و به ویژه درگیری زیاد قشر پیش‌پیشانی راستش، تأکید بیشتری بر یافته‌های پژوهشگران مبنی بر استفادهٔ جینی از نیمکره راست خود برای یادگیری زبان داشت.

#### آزمون‌های اضافه
کرتیس، فرامکین و کراشن به اندازه‌گیری سن ذهنی جینی از طریق اندازه‌گیری‌های مختلف ادامه دادند و او به‌طور مداوم میزان پراکندگی بسیار بالایی را نشان داد. او در آزمون‌هایی که نیازی به زبان نداشت، مانند مقیاس لایتر، به میزان قابل توجهی نمرهٔ بالاتری نسبت به آزمون‌های دارای نوعی مؤلفه زبانی مانند مقیاس هوش وکسلر برای کودکان کسب کرد. علاوه بر این، در تمام مدت اقامت جینی با ریگلرها، آن‌ها انواع عملکردهای مغز او و عملکرد او در وظایف مختلف را آزمایش کردند. برای این کار، آن‌ها عمدتاً از آزمون‌های تچیستوسکوپی استفاده می‌کردند، و در طول سال‌های ۱۹۷۴ و ۱۹۷۵ نیز مجموعه‌ای از آزمون‌های پتانسیل برانگیخته بینایی فلش از او گرفتند.
در اوایل سال ۱۹۷۲ جینی در تمام آزمون‌هایی که دانشمندان از او گرفتند نمره‌ای در سطح بین یک فرد ۸ ساله و بالغ در تمام وظایف نیمکره راست کسب کرد، و پیشرفت فوق‌العاده سریعی در آن‌ها نشان داد. توانایی او برای کنار هم قرار دادن اشیاء فقط با استفاده از اطلاعات لمسی فوق‌العاده خوب بود، و در آزمون‌هایی آگاهی فضایی نمرهٔ جینی بالاترین نمره‌ای بود که تاکنون گزارش شده‌است. به همین ترتیب، در یک آزمون چهره مونی در ماه مه ۱۹۷۵ جینی بالاترین نمرهٔ ادبیات پزشکی آن زمان را کسب کرد و در آزمون جداگانهٔ ادراک گشتالت نمرهٔ استخراج شده او ۹۵ درصد نمرهٔ بزرگسالان بود.در چند آزمایش دیگر مربوط به وظایف نیم‌کره راست است، نتایج او به‌طور قابل‌توجهی بهتر از سایر افرادی بود که در مراحل رشد ذهنی معادل او بودند؛ در سال ۱۹۷۷ دانشمندان توانایی او را در ادراک لمسی تقریباً در سطح یک فرد ۱۰ ساله معمولی، به‌طور قابل ملاحظه‌ای بالاتر از سن ذهنی تخمینی او، اندازه‌گیری کردند. دانشمندان همچنین در سال ۱۹۷۴ یادآور شدند که جینی ظاهراً قادر به تشخیص مکانی است که در آن قرار دارد و دررفتن از یک مکان به دیگری خوب است، این توانایی در درجه اول به نیمکره راست مربوط می‌شود.

## از دست دادن بودجه و علاقه به پژوهش
در چندین مورد در جریان مطالعه موردی، مؤسسه ملی سلامت روان از کمبود اطلاعات علمی جمع‌آوری شده توسط پژوهشگران در مورد مطالعه مورد جینی ابراز نارضایتی کرده و وضعیت پرونده‌های پروژه را بهم زدند. خارج از جنبه‌های زبان‌شناسی پژوهش، دیوید ریگلر هیچ‌گونه پارامتری برای محدوده مطالعه مشخص نکرد؛ و هر دو حجم بسیار زیاد و ناسازگاری داده‌های تیم پژوهشی، دانشمندان را قادر به تعیین اهمیت بسیاری از اطلاعات جمع‌آوری شده نساخت. پس از اعطای کمک هزینه اولیه و تمدید بک‌سالهٔ آن، ریگلر پیشنهاد تمدید سه ساله بودجه را داد، و کمیته کمک‌های مالی مؤسسه ملی سلامت روان اذعان کرد که این مطالعه به وضوح به جینی کمک کرده‌است اما نتیجه گرفت که تیم تحقیقاتی به اندازه کافی نگرانی‌های آن‌ها را در نظر نگرفته‌است. در یک تصمیم واحد، این کمیته درخواست تمدید بودجه را رد کرده و از دادن بودجه بیشتر خودداری کرد.

## اوایل بزرگسالی
در سال ۱۹۷۵ هنگامی که جینی ۱۸ ساله شد، مادرش اظهار داشت که می‌خواهد از او مراقبت کند و در اواسط سال ۱۹۷۵، ریگلرها تصمیم گرفتند مراقبت از جینی را خاتمه داده و موافقت کردند که او با مادر خود به خانه دوران کودکی خود برگردد. جان مینر به عنوان سرپرست قانونی جینی باقی ماند و ریگلرها پیشنهاد کردند در مراقبت از جینی به کمک‌شان به او ادامه دهند، و با وجود قطع کمک مالی مؤسسه ملی سلامت روان کرتیس همچنان به انجام آزمایش‌های منظم و مشاهدات خود ادامه داد. در حالی که با هم زندگی می‌کردند، مادر جینی متوجه شد، بسیاری از رفتارهای جینی، به ویژه عدم کنترل خودش، بسیار ناراحت‌کننده است، و بعد از چند ماه، از وظیفه مراقبت از جینی توسط خودش به سرعت پشیمان شد. او با آژانس بهداشت و خدمات انسانی کالیفرنیا تماس گرفت تا فردی را برای مراقبت از جینی پیدا کند، که دیوید ریگلر گفت که او این کار را بدون اطلاع او یا مریلین انجام داده‌است، و در نیمهٔ دوم سال ۱۹۷۵، مقامات جینی را به اولین جایی که قرار بود تبدیل به یک سری خانه‌های نگهداری از افراد بی‌سرپرست شود، منتقل کردند.
در محیط جدید زندگی جینی، بسیار جدی بودند و به او اجازه دسترسی به اشیا و فعالیت‌های مورد علاقه‌اش را نمی‌دادند، و مراقب‌هایش به ندرت به مادرش اجازهٔ بازدید می‌دادند. به زودی پس از اینکه جینی به آنجا نقل مکان کرد، آن‌ها شروع به سوءاستفاده جسمی و عاطفی شدید از او کردند؛ که منجر به بی‌اختیاری و یبوست شده و همین‌طور باعث اتخاذ مکانیسم مقابله او با بازگشت به سکوت شد. اتفاقی که شدیدترین تأثیرات را داشت، زمانی رخ داد که او را به خاطر استفراغ کردن به شدت کتک زده و به او گفتند که اگر دوباره این کار را انجام دهد، هرگز اجازه نخواهند داد دوباره مادرش را ببیند، و این کار موجب شد که او از باز کردن دهانش وحشت داشته باشد، چون می‌ترسید دوباره استفراغ کند و بیشتر تنبیه شود. در نتیجه، او به شدت از خوردن یا صحبت کردن می‌ترسید، و به شدت از بین رفته و تقریباً به‌طور انحصاری برای ارتباط به زبان اشاره متکی بود. در طی این مدت، کرتیس تنها کسی بود که با جینی کار کرده بود تا به‌طور منظم با او در ارتباط باشد، کرتیس برای ادامهٔ آزمایش‌ها به ملاقات‌های هفتگی با جینی ادامه می‌داد، و او متوجه بدتر شدن وضعیت جینی شد. او به سرعت درخواست داد تا جینی را از خانه خارج کند، اما کرتیس گفت که هم او و هم خدمات اجتماعی برای تماس با جان مینر مشکل داشتیم، و تنها بعد از چند ماه موفق به تماس شدیم. در اواخر آوریل ۱۹۷۷، با کمک دیوید ریگلر، مینر او را از این محل خارج کرد.
به علت رفتار قبلی جینی، مینر و دیوید ریگلر ترتیب دو هفته اقامت او را در بیمارستان کودکان دادند، جایی که وضعیتش نسبتاً بهتر شد. سپس مقامات جینی را به یکی دیگر از خانه‌های مخصوص فرستادند، جایی که جینی در آن‌جا نسبتاً خوب عمل می‌کرد، اما در اواسط دسامبر ۱۹۷۷، ناگهان اقامت او به پایان رسید. در پایان آن ماه تا ماه ژانویه جینی در محیط موقت زندگی می‌کرد، پس از آن مقامات او را به یکی دیگر از خانه‌های مخصوص فرستادند. در طی این مدت، کرتیس به مینر نوشت که جینی دلیل انتقال را نمی‌فهمد و فکر می‌کند که این کار تقصیر اوست و دلیلش این است که او به اندازهٔ کافی شخص خوبی نیست و گفت هرچقدر محل زندگی او بیشتر تغییر می‌کند، آسیب بیشتری به او می‌رسد و موجب پسرفت بیشتر او می‌گردد.

### طرح دعوی در دادگاه
در سال ۱۹۷۶، کرتیس پایان‌نامه‌اش را تمام کرده و با عنوان جینی: مطالعه روان‌زبانشناسانهٔ «یک بچه وحشی» معاصر ارائه کرده و انتشاراتی آکادمیک پرس سال بعد آن را منتشر نمود. پیش از این زمان، برطبق گزارش‌ها، مادر جینی فکر می‌کرد کرتیشس و دخترش دوست هستند، اما در اوایل سال ۱۹۷۸ او نوشت که از عنوان و برخی از محتویات کتاب کرتیس به شدت ناراحت شده‌است. او تصمیم گرفت از بیمارستان کودکان، پزشکان، ناظران و چند تن از پژوهشگران، از جمله: کرتیس، ریگلر، جیمز کنت و هاوارد هانسن شکایت کند. او به‌طور خصوصی برخی از جزئیات رفتار خانواده را در دوران کودکی جینی مورد بحث قرار داده بود، اما شکایت رسمی نکرده؛ و در عوض نقض محرمانه بودن اطلاعات بیمار را مورد تأیید قرار داده بود، و تیم پژوهشی را متهم کرد که از نظر آن‌ها انجام آزمایش بر رفاه جینی اولویت دارد و آن‌ها حریم خصوصی جینی را مورد تهاجم قرار داده و از او شدیداً کار می‌کشند.
رسانه‌های منطقه‌ای بلافاصله به این شکایت توجه نشان دادند، و اعضای تیم پژوهشی هنگامی که از آن اطلاع یافتند، شوکه شدند. همه دانشمندانی که نامشان در شکایت آمده بود، اصرار داشتند که هرگز جینی را مجبور به انجام کاری نکرده‌اند و مدعی بودند که مادر جینی و وکلایش به شدت در مورد طول و طبیعت آزمایش‌های آن‌ها مبالغه می‌کنند و نقض کردن هر نوع محرمانگی را انکار کردند. در حالی که دیوید ریگلر ورقه استشهادش را ارائه می‌کرد، کشف کرد که جین باتلر روچ مادر جینی را تحریک به شکایت کرده بود، و چندین سال بعد در مصاحبه‌ای وکیلانی که با مادر جینی کار می‌کردند تأیید کردند که روچ روی فعالیت‌های مادر جینی در طول پرونده دعوا به شدت تأثیر گذاشته بود. به گفته نویسنده راس ریمر، این پرونده در سال ۱۹۸۴ حل و فصل شد. به هر حال، در سال ۱۹۹۳ دیوید ریگلر نوشت: «شکایت هرگز به دادرسی نرسیده و توسط دادگاه عالی ایالت کالیفرنیا رد شد و معنی آن این است که چون هیچ ماده قانونی در مورد آن وجود نداشت، پس نمی‌تواند دوباره مطرح شود.»

## پس از ۱۹۷۷
سوزان کرتیس گفت که در اواخر دسامبر ۱۹۷۷ از او خواسته شده‌است که آیا او می‌تواند سرپرست قانونی جینی باشد، اما پس از آن‌که او با جینی در ۳ ژانویه ۱۹۷۸ ملاقات کرد، ناگهان مادر جینی مانع دیدار دوباره او و بقیه تیم پژوهش با جینی شد، و بلافاصله به تمام آزمایش‌ها و مشاهدات خاتمه داد. در اوایل سال ۱۹۷۸، مقامات کشف کردند که پس از این‌که جینی ۱۸ ساله شد، جان ماینر موفق نشد به عنوان سرپرست قانونی جینی در کودکی‌اش، خود را با شرایط او به عنوان فرد بزرگسالی که قادر به مراقبت از خود نیست وفق دهد. بدون مشورت با ماینر، در ۳۰ مارس آن سال مقامات سرپرستی جینی را به‌طور رسمی به مادرش منتقل کردند، که او هم متعاقباً همه دانشمندان به جز جی شرلی را از دیدن خودش یا جینی منع کرد. جین باتلر روچ همچنان با مادر جینی تماس داشت و به گسترش شایعات منفی دربارهٔ وضعیت جینی ادامه می‌داد، به ویژه کرتیس را هدف گرفته بود، تا سال۱۹۸۶، در اثر سکته مغزی دچار زبان‌پریشی شد. روچ در سال ۱۹۸۸ در اثر سکته دیگری درگذشت.
جینی از ژانویه ۱۹۷۸ تا اوایل دهه ۱۹۹۰ میلادی، از یتیم‌خانه‌ای به یتیم‌خانهٔ دیگر حداقل چهار یتیم‌خانه و مؤسسات دیگر نقل‌مکان کرد، که در بعضی از آن‌ها او را به شدت مورد اذیت و آزار فیزیکی قرار دادند. شرلی او را در جشن تولد ۲۷ سالگی‌اش در سال ۱۹۸۴، و دوباره دو سال پس از آن دید؛ و چند سال بعد در مصاحبه‌ای گفت که هر دو باری که جینی را دیده او بسیار افسرده و ساکت بود. در سال ۱۹۹۲، کرتیس به راس ریمر گفت که دو مورد از تازه‌ترین خبری که در مورد جینی شنیده بود، حاکی از این است که او به سختی صحبت می‌کند و افسرده و گوشه‌گیر شده‌است. زمانی که ریمر در آوریل آن سال مقاله‌ای دو صفحه‌ای در مورد جینی در مجله نیویورکر  منتشر کرد نوشت که جینی در یک مؤسسه زندگی می‌کند و فقط مادرش را در یک پایان هفته ماهی یک‌بار می‌بیند، در اولین چاپ کتابش با عنوان: جینی: یک تراژدی علمی، که در سال ۱۹۹۳ منتشر شد هم همین مطلب را نوشت. در بخش نتیجه‌گیری کتاب نسخه سال ۱۹۹۴ ریمر دربارهٔ جینی که در نوامبر ۱۹۹۳ نوشته شده بود، او -درست پیش و پس از انتشار مقاله‌اش در مجله نیویورکر- گفتگوهای مفصلی با مادر جینی -که دوباره به خاطر آب‌سیاه نابینا شده بود- کرده بود. در آن زمان مادر جینی به ریمر گفت که جینی به تازگی به خانه‌ای که حامی‌تر هستند و اجازه دیدار منظم او را به مادرش می‌دهند، نقل‌مکان کرده‌است، و گفت که جینی خوشحال است و گرچه درک آن دشوار است ولی جینی به‌طور قابل توجهی بیشتر از زبان استفاده می‌کند.
چندین نفر از افرادی که با جینی کار کرده بودند، از جمله کرتیس و جیمز کنت، به شدت از کارهای ریمر انتقاد کردند. در نقدی بر کتاب ریمر به قلم خبرنگار علمی ناتالی انگیر در اوایل آوریل ۱۹۹۳ در نیویورک تایمز، که حاوی دیدگاهی بسیار منفی از تیم پژوهشی بود، دیوید ریگلر را وادار کرد اولین گزارش عمومی خود از درگیری‌اش با موضوع جینی را بنویسد. ریگلر در نامه‌اش به تایمز - که در اواسط ژوئن ۱۹۹۳ منتشر شد، نوشت جینی در خانه کوچک خصوصی و دارای امکانات او وضعیت خوبی داشت و مادرش به‌طور مرتب او را می‌دید. ریگلر همچنین اظهار داشت که او و مریلین با مادر جینی در تماس هستند و اخیراً با جینی دوباره ارتباط برقرار کرده‌اند، نوشت که جینی خوشحال است و در اولین ملاقاتشان جینی فوراً با او و مریلین با صدا کردن نام‌شان احوال‌پرسی کرده و نوشت که من و زنم ملاقات‌هایمان (الان مکرر نیست) را با جینی و مادرش از سر گرفتیم.

## حال حاضر
جینی تحت حمایت ایالت کالیفرنیا است و در ناحیه نامعلومی در لس‌آنجلس زندگی می‌کند. در ماه مه ۲۰۰۸ ای‌بی‌سی نیوز گزارش داد شخصی که با آن‌ها صحبت کرده‌است و نخواست نامش فاش شود برای پیدا کردن مکان زندگی جینی در سال ۲۰۰۰ کارآگاه خصوصی استخدام کرده بود. براساس گفتهٔ کارآگاه جینی زندگی ساده‌ای در یک خانهٔ خصوصی دارای امکانات ویژهٔ افراد بزرگسال دارای مشکل ذهنی داشت و خوشحال به نظر می‌رسید، و خیلی کم صحبت می‌کرد ولی می‌توانست به خوبی با زبان اشاره ارتباط برقرار کند. داستان‌های خبری نیز گزارش دادند که مادر جینی در سال ۲۰۰۳ در اثر بیماری‌های نامشخص طبیعی در سن ۸۷ سالگی فوت کرده‌است، و تنها مصاحبه با برادر جینی را، که در اوهایو زندگی می‌کرد، در مورد زندگی خودش و جینی نشان دادند، او به گزارشگران گفت که از زمان ترک منطقه لس‌آنجلس، او با جینی و مادرش تنها یک بار در سال ۱۹۸۲ ملاقات کرده‌است، و پیش از این مصاحبه از تماشا یا خواندن چیزی در مورد زندگی جینی خودداری کرده‌است، اما گفت اخیراً شنیده‌است که وضع جینی خوب است. داستانی که توسط روری کارول روزنامه‌نگار در گاردین در ژوئیه ۲۰۱۶ منتشر شد، گزارش کرد که جینی هنوز تحت مراقبت مقامات کالیفرنیا زندگی می‌کند و برادرش در سال ۲۰۱۱ درگذشته است، و گفت که علیرغم تلاش‌های مکرر، سوزان کرتیس قادر نبوده‌است تماس با جینی را از سر گیرد.

## تأثیر
جینی یکی از شناخته‌شده‌ترین مطالعات در مورد یادگیری زبان با تأخیر در یک کودک به جز مطالعه بر روی کودکان ناشنوا است. سوزان کورتیس استدلال کرد که حتی اگر انسان توانایی ذاتی برای یادگیری زبان را داشته باشد، جینی نشان داد برای شروع یادگیری زبان تحریک زودهنگام بخش مربوط در نیمکرهٔ چپ مغز ضروری است. از آنجا که جینی هرگز گرامر را به‌طور کامل یادنگرفت، کرتیس بیان کرد که جینی شواهدی را برای تغییرات ضعیف در فرضیه دورهٔ بحرانی برای یادگیری زبان ارائه می‌دهد. مهارت‌های غیرکلامی جینی به‌طور استثنایی خوب بودند، که نشان داد که حتی ارتباطات غیر کلامی اساساً با زبان متفاوت است.از آنجا که جینی زبان را با نیمکره راست مغزش یادگرفت، این مسئله به زبانشناسان کمک کرد فرضیه‌های موجود در مورد توانایی نیمکره راست مغز برای یادگیری زبان در افرادی که پس از طی دورهٔ بحرانی زبان یادمی‌گیرند، را اصلاح کنند.

از زمان انتشار یافته‌های کرتیس، استدلال‌های او به‌طور گسترده‌ای در رشته زبان‌شناسی پذیرفته شده‌است. بسیاری از کتاب‌های زبان‌شناسی از مطالعه موردی جینی به عنوان مثال برای نشان دادن اصول یادگیری زبان استفاده کرده‌اند، اغلب به آن به عنوان سندی جهت حمایت از فرضیه چامسکی مبنی بر ذاتی بودن زبان در انسان و یک نسخه اصلاح شده از فرضیه دوره بحرانی زبان‌آموزی لنبرگ اشاره کرده‌اند و این مطلب که کار کرتیس با جینی، انگیزه ای برای چندین مطالعه موردی اضافی شد.علاوه بر این، تفاوت بین تحلیل‌های کرتیس پیش و پس از ۱۹۷۷ در مورد یادگیری زبان توسط جینی، موجب بحث‌هایی در مورد این که جینی چه مقدار دستور زبان یادگرفت و آیا می‌توانست بیشتر از آن مقدار هم یاد بگیرد در بین دیگر زبان شناسان شد. تا امروز هیچ‌یک از افرادی که در مطالعه مورد جینی درگیر نبودند به این مباحثه پاسخ نداده‌اند. ناهماهنگی توانایی جینی در یادگیری وظایف مربوط به نیم‌کره راست نسبت به وظایف نیم‌کره چپ به دانشمندان در مورد شیوه‌ای که در آن برخی از عملکردهای مغز توسعه می‌یابد و همچنین چگونگی تأثیر تقسیم‌بندی وظایف مغز بر توانایی فرد برای بهبود آن وظایف اطلاعات ارزشمندی داد. مشکل جینی در انجام بعضی وظایفی که به عنوان وظایفی که عمدتاً توسط نیم‌کره راست کنترل می‌شوند توصیف می‌شدند هم به دانشمندان علوم اعصاب در مورد مراحلی که این اعمال کنترل می‌شوند بینش بیشتری داد.

### مقایسه با سایر موارد مشابه
در چندین مورد از مقالاتی که منتشر کردند، دانشمندان تأیید کردند که از مطالعه ژان مارک گاسپارد روی ویکتور آویرون در پژوهش‌شان و انجام آزمایش‌ها تأثیر گرفته‌اند. پیشرفت جینی هم روی درک ویکتور و مطالعه موردی در مورد وی تأثیر گذاشته‌است. هر دو هم پژوهشگرانی که با جینی کار می‌کردند و هم نویسندگان بیرونی به تأثیر گزارش‌های تاریخی آزمایش‌های مربوط به محرومیت از زبان، شامل گزارش‌هایی در مورد محرومیت از زبان اسماتیک اول، جیمز چهارم اسکاتلند و فریدریش دوم، امپراتور مقدس روم اشاره کردند. دو داستان خبری که توسط ای‌بی‌سی نیوز در مورد جینی پخش شد، با ذکر شباهت‌های پدر جینی و یوزف فریتزل و حالت‌های ذهنی جینی و سه نوه اسیر فرتزل پس از ورود به جامعه، مورد او را با پرونده فریتزل مقایسه کرد. تیم پژوهشی و دانشمندان بیرونی نیز جینی را با مورد دختری که در دهه ۱۹۵۰ با نام ایزابلا شناخته می‌شد، مقایسه کردند. دختری که اولین بار در سن شش سالگی در ملاعام ظاهر شد و به جز مادر کرولالش دیگران هم او را دیدند، اما او با موفقیت زبان و مهارت‌های معمولی را در طی یک سال به‌طور کامل یادگرفت.
مطالعه مغز جینی به دانشمندان کمک کرد تا چند فرضیه موجود در مورد تقسیم‌بندی وظایف مغز و به ویژه تأثیر آن در گسترش زبان را اصلاح کنند. به‌طور خاص، اختلاف بین توانایی‌های زبانی جینی و مهارت او در جنبه‌های دیگر توسعه انسانی، به شدت نشان می‌دهد شناخت و یادگیری زبان از هم متمایزند، که در آن زمان موضوع جدیدی بود.

### مناقشات اخلاقی
در سال ۱۹۷۱ در جلسه‌های ملاقات برای اخذ کمک مالی تعدادی از دانشمندان، شامل جِی شرلی و دیوید الکایند، اظهار کردند که روش‌های رایج پژوهشی و مطالعهٔ علمی که به منظور سلامتی و خوشی جینی صورت می‌گیرد به شرط یادگیری زبان توسط جینی می‌تواند باعث ایجاد عشق و توجه به این مسئله شود.شرلی گفت که در جلسات کمک مالی اولیه اختلافات شدیدی وجود داشت و جو به‌طور فزاینده وخیم و تلخ شد، به ویژه با توجه به اینکه جلسات بعدی، بسیاری از افرادی را که از نزدیک با جینی کار کرده بودند، کنار گذاشتند.
پس از ماه مه ۱۹۷۱ الکایند مشارکتش در پژوهش را کاهش داد، گرچه از نظر شخصی سال‌ها بود که هر دو ریگلرها را می‌شناخت، و در مصاحبه‌ای سال‌ها بعد گفت اشتیاقی ندارد در موضوعی که به نظرش، پژوهش علمی در آن بر مواظبت از جینی اولویت دارد، مشارکت کند.

## رسانه‌ها
چندین کتاب که در مورد کودکانی که مورد سوءاستفاده یا آزار قرار گرفته‌اند نوشته شده است، فصل‌هایی در مورد جینی دارد، و کتاب‌های زیادی در رشته زبان‌شناسی یا روان‌شناسی مورد جینی را به تفصیل مورد بحث قرار داده‌اند. در سال ۱۹۹۴، نوا سریال علمی تلویزیونی فیلم مستندی در مورد جینی با عنوان راز کودک وحشی براساس کتاب راس ریمر و به روایت استیسی کیچ ساخت. این فیلم برندهٔ چندین جایزهٔ امی شد.آرشیو فیلم‌های مورد استفاده دانشمندان نوا، به‌طور قابل‌توجهی فاسد شده بود و برای استفاده در ساخت فیلم مستند به ترمیم نیاز داشتند. در سال ۲۰۰۲، در یک قسمت از مجموعه تلویزیونی شوک بدن در مورد کودکان وحشی با نام «کودک وحشی» بخشی هم اختصاص به جینی داشت. علاوه بر مقالات راس ریمر در مجله و کتابش در مورد جینی، او گفت که موضوع رمان «شفق پاریس» چاپ سال ۲۰۱۳ را از روی زندگی جینی الهام گرفته‌است.
فیلم مستقل و برندهٔ جایزهٔ مرغ مقلد آواز نمی‌خواند که در سال ۲۰۰۱ منتشر شد، عمدتاً از دیدگاه سوزان کرتیس و در مورد جینی است. به دلایل قانونی، تمام اسامی در فیلم تغییر کرده‌است.